# Intelligenzaktion na Pomorzu

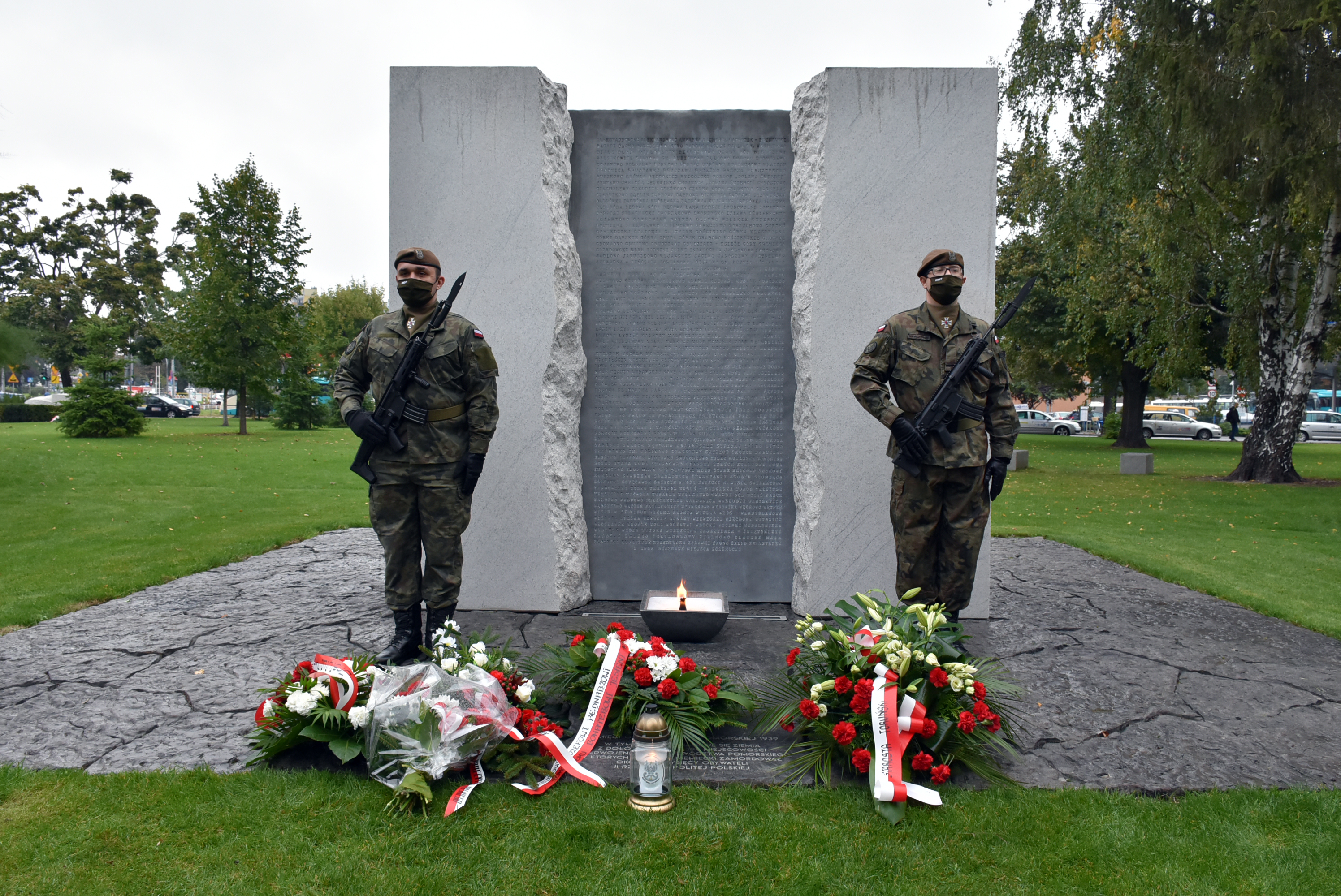
Pomnik Ofiar Zbrodni Pomorskiej 1939 w Toruniu

Intelligenzaktion na Pomorzu, określana także mianem Säuberungsaktion, „krwawej pomorskiej jesieni”, „niemieckiego Katynia 1939” – szereg aktów eksterminacji bezpośredniej dokonanych przez okupantów niemieckich na ludności polskiej w okresie od pierwszych dni września 1939 roku do pierwszych miesięcy 1940 roku na obszarze blisko 400 miejscowości położonych w 21 powiatach przedwojennego województwa pomorskiego.
Bojówki paramilitarnego Selbstschutzu oraz formacje SS i policji niemieckiej zamordowały wtedy na Pomorzu od 30 tys. do 40 tys. Polaków. Obok przedstawicieli tak zwanej „polskiej warstwy przywódczej” na masową skalę mordowani byli m.in. pacjenci szpitali psychiatrycznych oraz zwykli mieszkańcy Pomorza, zadenuncjowani przez swoich niemieckich sąsiadów.
Była to najbardziej krwawa spośród wszystkich regionalnych operacji eksterminacyjnych, przeprowadzonych przez Niemców w okupowanej Polsce w ramach tzw. Intelligenzaktion (akcji „Inteligencja”), do czego przyczynił się w pierwszym rzędzie masowy udział przedstawicieli tamtejszej mniejszości niemieckiej w przygotowaniu i dokonaniu ludobójstwa.
Od połowy drugiej dekady XXI wieku niemieckie zbrodnie popełnione na Pomorzu w pierwszych miesiącach II wojny światowej są przedmiotem pogłębionych prac badawczych prowadzonych przez Instytut Pamięci Narodowej, który na określenie tych wydarzeń ukuł termin Zbrodnia Pomorska 1939.

## Niemieckie przygotowania

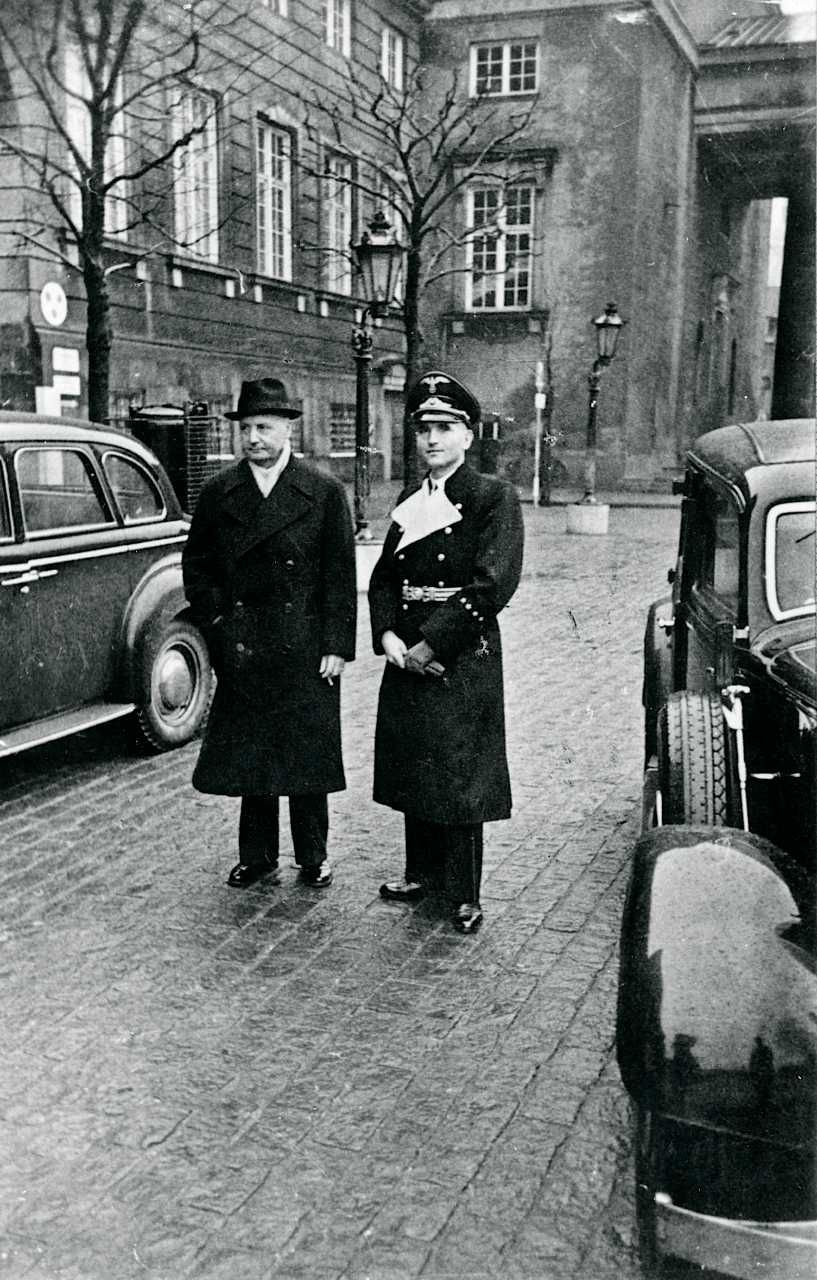
Architekt Operacji Tannenberg dr Werner Best (po prawej)

Inwazja na Polskę dokonana przez Niemcy we wrześniu 1939 była postrzegana przez Adolfa Hitlera i pozostałych przywódców nazistowskich nie jako przedsięwzięcie czysto militarne, lecz jako wojna totalna, której celem było zdobycie dla Niemców tzw. przestrzeni życiowej na wschodzie   (Lebensraum) oraz likwidacja niepodległego państwa polskiego. Na tajnej konferencji z udziałem najwyższych dowódców Wehrmachtu, która odbyła się 22 sierpnia 1939 w Obersalzbergu, Hitler wprost zakomunikował swoim generałom, że celem inwazji „nie jest osiągnięcie określonej linii”, lecz: „zniszczenie Polski bez reszty”, „usunięcie jej wszystkich żywotnych sił” oraz „fizyczne zniszczenie przeciwnika”. Führer otwarcie zapowiedział również, iż podczas kampanii w Polsce dywizjom Wehrmachtu będą towarzyszyć paramilitarne oddziały, mające za zadanie dokonywanie mordów na polskiej ludności cywilnej: „przygotowałem więc, na razie tylko na Wschodzie, oddziały Totenkopf i rozkazałem im zabijać bez litości i pardonu mężczyzn, kobiety i dzieci polskiego pochodzenia i polskiej mowy. Tylko w ten sposób zdobędziemy przestrzeń życiową, której potrzebujemy”. Wypowiedź ta znana jest obecnie jako cytat armeński.
Pierwszym krokiem do złamania oporu Polaków i w konsekwencji – całkowitej germanizacji zamieszkiwanych przez nich ziem (w pierwszym rzędzie obszarów dawnego zaboru pruskiego) – miała być eksterminacja polskiej inteligencji, czy też w szerszym ujęciu, Polaków o rozbudowanej świadomości narodowej, których Hitler i naziści obarczali winą za politykę polonizacyjną prowadzoną na ziemiach zachodnich w okresie międzywojennym oraz traktowali jako najpoważniejszą przeszkodę na drodze do szybkiego i całkowitego zniemczenia tych terenów. Zgodnie z rasistowskim stereotypem Polaka panującym w III Rzeszy nazistowscy przywódcy wierzyli bowiem, że świadomość narodową posiada wyłącznie polska inteligencja, natomiast lud zajmuje się głównie troską o codzienny byt i jest mu obojętny los państwa. Z tego powodu zakładano, że eksterminacja elit pozwoli zniszczyć polską tożsamość narodową i przekształcić polskie społeczeństwo w bierną amorficzną masę, służącą w najlepszym razie jako niewykwalifikowana siła robocza dla III Rzeszy. Jako przeznaczoną do likwidacji inteligencję Niemcy nie uznawali wyłącznie ludzi należących z powodu wykształcenia do określonej warstwy społecznej, lecz wszystkich tych, wokół których z racji ich aktywności i postawy mógł się rozwijać ruch oporu – a więc ludzi, których cechowała aktywność i umiejętności kierownicze. Planowano także aresztowanie osób cieszących się autorytetem w polskim społeczeństwie. Hitlerowscy decydenci używali w stosunku do tej grupy osób określenia „polska warstwa przywódcza” (niem. Führungsschicht). Zaliczano do niej przede wszystkim: księży katolickich, nauczycieli, lekarzy, dentystów, weterynarzy, oficerów w stanie spoczynku, urzędników, kupców, posiadaczy ziemskich, prawników, pisarzy, dziennikarzy, pracowników służb mundurowych, absolwentów szkół wyższych i średnich, jak również członków organizacji i stowarzyszeń krzewiących polskość – przede wszystkim Polskiego Związku Zachodniego, Ligi Morskiej i Kolonialnej, Kurkowego Bractwa Strzeleckiego, Towarzystwa Powstańców i Wojaków, Związku Strzeleckiego „Strzelec” oraz Polskiego Towarzystwa Gimnastycznego „Sokół”.
Za planami szły konkretne działania. 22 maja 1939 w Generalnym Urzędzie Policji Bezpieczeństwa została utworzona tzw. Zentralstelle II P, która miała badać wszystkie wydarzenia dotyczące Niemców w Polsce, a powstałe dzięki jej pracy kartoteki miały „zostać oddane do dyspozycji ewentualnej grupie operacyjnej”. Korzystając z informacji dostarczanych przez gęstą sieć agentów rekrutujących się spośród przedstawicieli niemieckiej mniejszości narodowej w Polsce (zazwyczaj aktywnych członków organizacji pronazistowskich) w ciągu miesiąca rozpoznano nastroje w Polsce i przeanalizowano sytuację tamtejszych Niemców. Przede wszystkim jednak stworzono tajną listę z nazwiskami Polaków poszukiwanych przez niemiecką służbę bezpieczeństwa i tajną policję. Była to tak zwana Sonderfahndungsbuch Polen, czyli „Specjalna księga Polaków ściganych listem gończym”. Na liście tej umieszczono, w porządku alfabetycznym, nazwiska Polaków „wyróżniających się w konfliktach narodowościowych”, na których temat donosy sporządzili niemieccy konfidenci. Poza imieniem i nazwiskiem na liście była podana funkcja lub zawód oraz miejsce zamieszkania osoby poszukiwanej. Po wybuchu wojny owe listy proskrypcyjne były na bieżąco uzupełniane.
W lipcu i sierpniu 1939 SS-Brigadeführer Werner Best utworzył – przy ścisłej współpracy z szefem wywiadu zagranicznego SD Walterem Schellenbergiem i w oparciu o podległe sobie referaty Urzędu Administracji i Prawa w Głównym Urzędzie Policji Bezpieczeństwa i wydziale I Gestapo – normatywny, personalny i techniczny szkielet grup operacyjnych SD i policji bezpieczeństwa (Einsatzgruppen), które miały zostać przydzielone do każdej armii Wehrmachtu uczestniczącej w inwazji na Polskę. Zgodnie z oficjalnymi rozkazami zadaniem Einsatzgruppen było: „zwalczanie wszystkich wrogich Rzeszy i Niemcom elementów na tyłach walczących wojsk” oraz „ujęcie osób niepewnych pod względem politycznym” (zwłaszcza „figurujących na przekazanych listach gończych”), „konfiskata broni, zabezpieczenie akt ważnych dla policji […] ujęcie uciekinierów”. Działania prowadzone przez SD i policję bezpieczeństwa podczas kampanii wrześniowej w Polsce otrzymały kryptonim „Tannenberg”. Nazwę Unternehmen „Tannenberg” (operacja „Tannenberg”) nosił także referat specjalny w Urzędzie Policji Bezpieczeństwa, utworzony w celu koordynacji działań Einsatzgruppen. Do tej placówki w berlińskiej centrali, czynnej przez całą dobę, miały spływać informacje o wszystkich wydarzeniach operacji i dwa razy dziennie miały być sporządzane raporty zbiorcze.
Przygotowania do realizacji operacji „Tannenberg” na terenie Wolnego Miasta Gdańska i północnej części Pomorza Gdańskiego prowadzone były we ścisłej współpracy z nazistowskimi władzami Gdańska. W tym zakresie kluczowa rola przypadła SS-Sturmbannführerowi dr Rudolfowi Trögerowi, szefowi tamtejszej policji kryminalnej, którego już w 1938 skierowano do Gdańska z ramienia berlińskiej centrali Sipo i SD. Podległa Trögerowi gdańska policja polityczna (de facto gdańska ekspozytura Gestapo sporządziła listy osób przewidzianych do aresztowania w momencie wybuchu wojny. Figurowały na nich nazwiska wielu Polaków; Żydów oraz niektórych Niemców (w większości członków zdelegalizowanych partii opozycyjnych) z terenu Wolnego Miasta Gdańska. W Sonderfahndungsbuch Polen znalazły się nazwiska 290 osób z terenu Wolnego Miasta Gdańska, 53 osób z Gdyni i 56 osób z Tczewa. Stan wstępnych przygotowań do likwidacji „wrogich elementów” na terenie Wolnego Miasta Gdańska omówiono na zwołanej przez Trögera specjalnej naradzie, która odbyła się w czerwcu 1939 w siedzibie gdańskiej policji politycznej.
Kluczową rolę w przygotowaniach do rozprawy z „polską warstwą przywódczą” na Pomorzu odegrali członkowie niemieckiej mniejszości narodowej, która była w tym regionie stosunkowo liczna, bardzo dobrze zorganizowana oraz znajdowała się pod silnym wpływem ideologii nazistowskiej. Niemcy z Pomorza współpracowali aktywnie przy sporządzeniu Sonderfahndungsbuch Polen, a po rozpoczęciu wojny włączyli się masowo w realizację akcji eksterminacyjnej – zarówno jako konfidenci nazistowskich służb bezpieczeństwa, jak i bezpośredni sprawcy mordów. Był to najważniejszy powód, dla którego akcja „Inteligencja” przyniosła na Pomorzu tak wiele ofiar. Bliski współpracownik gdańskiego gauleitera NSDAP Alberta Forstera, Wilhelm Löbsack, stwierdził później, iż: „miarodajne osobistości narodowo-socjalistyczne w Gdańsku uzyskały dzięki łączności z Volksdeutschami informacje o stosunkach na terenie korytarzowym i byłym państwie polskim, celem późniejszego rozprawienia się z Polakami”. Polski historyk Czesław Łuczak pisał natomiast, że nazistowskie władze Gdańska „doprowadziły wspólnie z niektórymi przywódcami mniejszości niemieckiej w Polsce do rozpasania wśród poważnej części zamieszkałych przed 1 września 1939 r. na tym obszarze Niemców mściwej, fanatycznej nienawiści oraz zawziętej wrogości wobec Polski i Polaków”.

## Wrzesień 1939 na Pomorzu

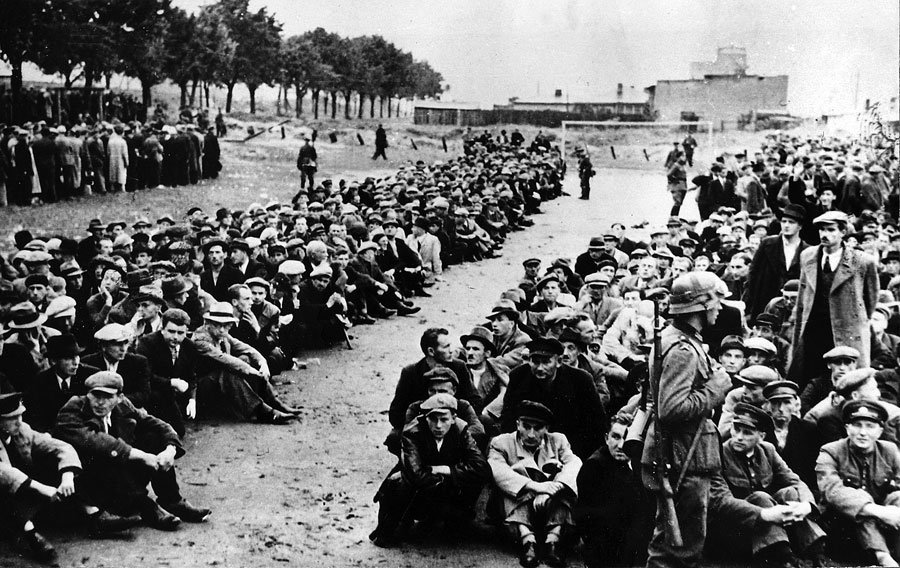
Polacy aresztowani w Gdyni oczekując na przeprowadzenie do obozu przejściowego mieszczącego się w Etapie Emigracyjnym w Gdyni Grabówku. Wrzesień 1939

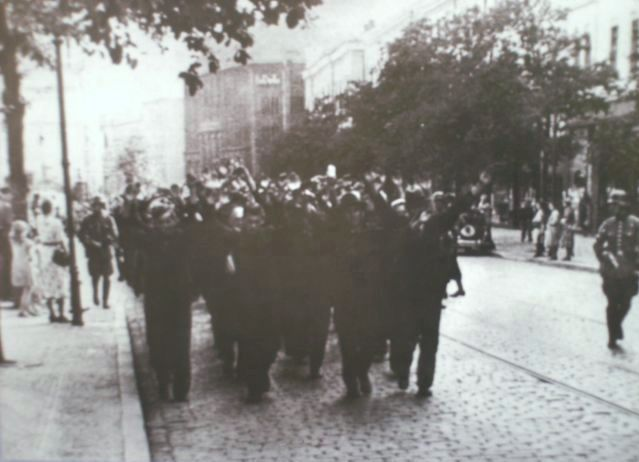
Kolumna aresztowanych w drodze do obozu w koszarach 15 PAL w Bydgoszczy

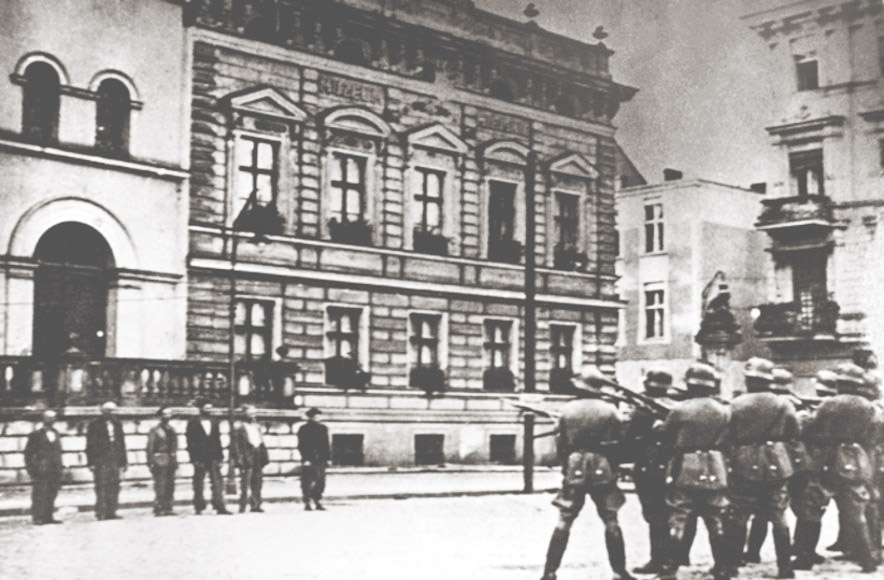
Publiczna egzekucja zakładników na Starym Rynku w Bydgoszczy (9 września)

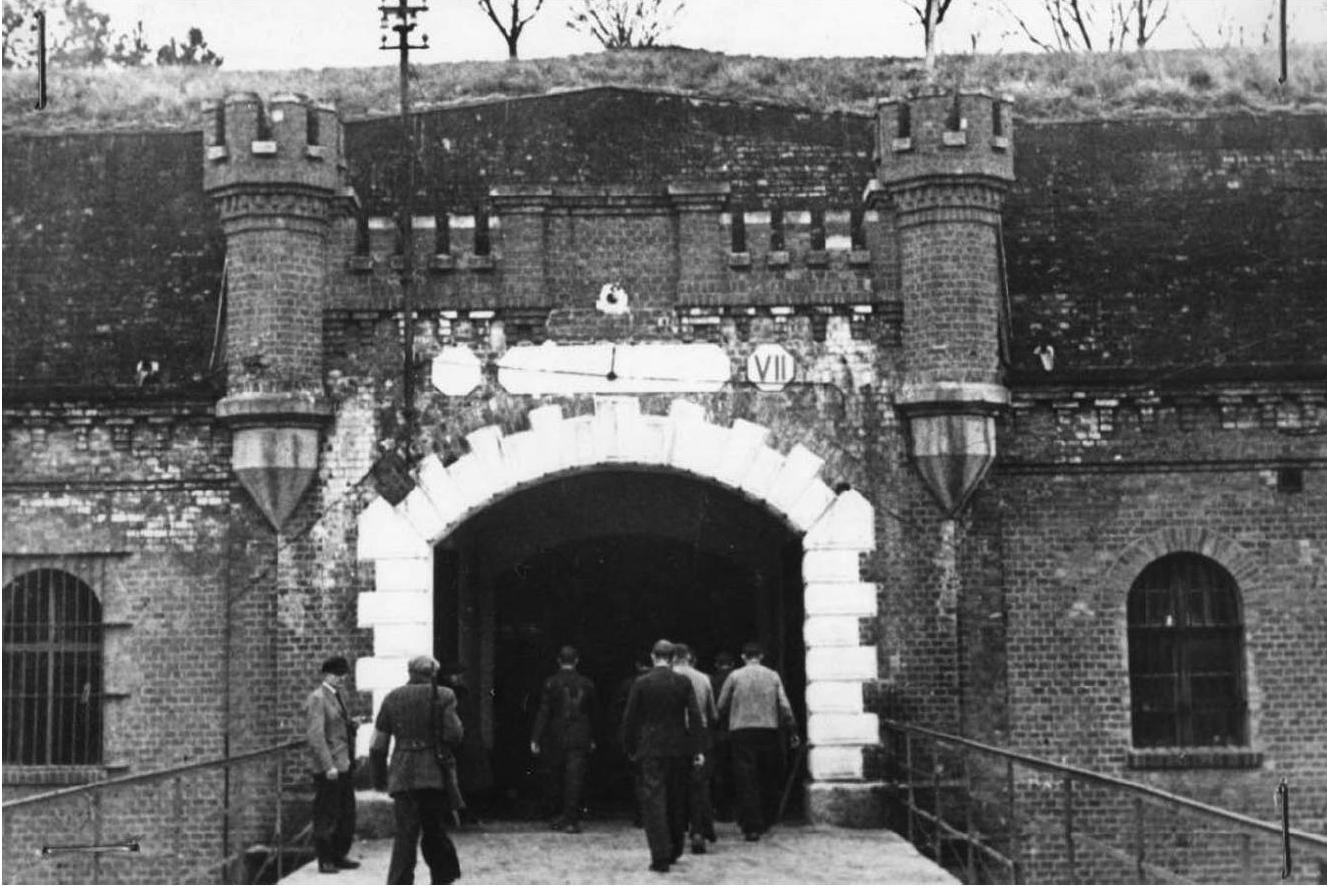
Obóz dla internowanych w Forcie VII Twierdzy Toruń

Niemiecka inwazja na Polskę rozpoczęła się 1 września 1939 i od samego początku towarzyszyły jej zbrodnie na jeńcach wojennych oraz polskiej ludności cywilnej. Pierwsze uderzenie spadło na Polaków zamieszkujących Wolne Miasto Gdańsk. Bojówki SA, SS-mani z oddziałów SS-Heimwehr-Sturmbann „Götze” i Wachsturmbann „Eimann” oraz jednostki miejscowej policji porządkowej zaatakowały siedziby polskich instytucji w mieście. Jednocześnie na podstawie przygotowanych wcześniej list proskrypcyjnych rozpoczęto masowe aresztowania Polaków – działaczy gdańskiej Polonii oraz pracowników polskich instytucji państwowych (nauczycieli; urzędników celnych, kolejowych, pocztowych, portowych itp.). Aresztowano również (z pogwałceniem immunitetu dyplomatycznego) pracowników Komisariatu Generalnego RP w Wolnym Mieście Gdańsku, dopuszczając się przy tym pobić i okaleczeń urzędników. W ciągu następnych dwóch tygodni zatrzymano blisko 3000 osób. Zatrzymanych uwięziono początkowo w prowizorycznym areszcie zorganizowanym na terenie tzw. Victoria-Schule, gdzie poddano ich wyjątkowo brutalnemu traktowaniu. Po pewnym czasie większość osób osadzonych w Victoria-Schule została skierowana do obozów w gdańskim Nowym Porcie i Stutthofie.
Na polskim Pomorzu masowe aresztowania i egzekucje były natomiast przeprowadzane przez jednostki Wehrmachtu oraz podążające w ślad za nimi Einsatzgruppen. W represjach wymierzonych w ludność polską i żydowską aktywnie uczestniczyli również miejscowi Niemcy. Już 1 września w komunikacie sztabu armii „Pomorze” zanotowano, że „uzbrojone bandy miejscowej ludności niemieckiej mordują Polaków”. W zajętych przez Wehrmacht miejscowościach powstawały mniej lub bardziej spontanicznie bojówki złożone z przedstawicieli mniejszości niemieckiej. Przyjmowały one różne nazwy – np. Hilfspolizei, Heimwehr, Bürgerwehr (pol. „policja pomocnicza”, „straż krajowa”, „straż obywatelska”). W Toruniu tego typu formację zorganizowano już 8 września 1939 – a więc 24 godziny po rozpoczęciu okupacji miasta. Na bazie tych bojówek zorganizowano później paramilitarny Selbstschutz.
Już w pierwszych tygodniach wojny internowano na Pomorzu tysiące Polaków. Zatrzymywano ludzi, których nazwiska znalazły się na listach gończych, osoby zaliczane do „polskiej warstwy przywódczej”, a także Polaków uznawanych za „wrogo nastawionych do Niemców”. 5 września 1939 szef zarządu cywilnego przy niemieckiej 4. Armii, SS-Oberführer Fritz Herrman polecił, aby „wszystkich księży katolickich i nauczycieli polskiej narodowości natychmiast zbadać odnośnie do ich postawy, a w przypadku gdyby nie budzili zaufania, odprowadzić do obozu dla internowanych”. Jednocześnie w myśl wytycznych niemieckiego Naczelnego Dowództwa Wojsk Lądowych (niem. Oberkommando des Heeres, OKH) w miarę możliwości internowano przejściowo wszystkich zdolnych do służby wojskowej Polaków i Żydów w wieku od 17 do 45 lat. Dla przykładu w powiecie świeckim niemiecka żandarmeria polowa internowała kilka tysięcy mężczyzn – w większości miejscowych rolników. Z kolei w powiecie kartuskim zatrzymano przejściowo 4 tysiące osób. Bywały przypadki, kiedy internowanych wywożono do Rzeszy razem z jeńcami wojennymi. Ponadto niektórych spośród zatrzymanych Niemcy traktowali jako zakładników, chcąc w ten sprzeczny z prawem wojennym sposób zagwarantować spokój w strefie tyłowej Wehrmachtu.
Masowych aresztowań dokonywano zazwyczaj w trakcie wielkich obław na Polaków, zwanych eufemistycznie „akcjami oczyszczającymi” (niem. Säuberungsaktion). Podczas tych akcji otaczano i dokładnie przeczesywano całe dzielnice miast. Po zajęciu Gdyni oddziały Wehrmachtu wraz z formacjami policyjnymi rozpoczęły wielką akcję „przesiewania” ludności miasta, która trwała od 14 do 30 września 1939. O tym jak szeroko zakrojona była ta akcja może świadczyć fakt, iż już drugiego dnia w rękach niemieckiej policji bezpieczeństwa znajdowało się ok. 4 tysięcy osób, a kolejnych kilka tysięcy zostało zatrzymanych przez Wehrmacht. 16 września liczba aresztowanych wynosiła już 6-7 tys. osób. Z tego grona 3 tys. osób zwolniono zaraz po przesłuchaniu – ale już 17 września liczba aresztowanych ponownie wzrosła do 5 tys. Ostatecznie w wyniku „akcji oczyszczającej” aresztowano „prewencyjnie” 2250 mieszkańców Gdyni, jak również 130 osób, których nazwiska widniały na listach proskrypcyjnych. Kolejnych 120 osób zatrzymano w charakterze zakładników. Uliczne łapanki połączone z rewizjami mieszkań i przeczesywaniem całych kwartałów przeprowadzono także w Bydgoszczy i Toruniu.
W kilku powiatach (lipnowskim, tczewskim, toruńskim, tucholskim i rypińskim) Niemcy uciekli się do podstępu. W celu możliwie pełnego ujęcia wszystkich przedstawicieli „polskiej warstwy przywódczej” wzywano polskich urzędników, nauczycieli bądź właścicieli ziemskich na „konferencje”, „szkolenia”, czy też spotkania z władzami niemieckimi – poświęcone rzekomo wznowieniu zwykłego trybu pracy instytucji cywilnych. Wszyscy Polacy, którzy przybyli na takie spotkania zostali aresztowani. W innych miejscowościach wybranych Polaków po prostu zabierano siłą wprost z mieszkań.
Ze względu na ogromną liczbę aresztowanych szybko zapełniły się pomorskie areszty policyjne i więzienia sądowe. W tej sytuacji Niemcy byli zmuszeni organizować prowizoryczne miejsca odosobnienia na terenie miejscowych koszar, szkół, internatów, budynków gminnych i powiatowych, kościołów i klasztorów, magazynów zbożowych, zabudowań fabrycznych, majątków ziemskich lub większych zagród chłopskich. Łącznie między wrześniem 1939 a marcem 1940 Niemcy zorganizowali 70 obozów dla cywilnej ludności Pomorza, z czego: 64 na terenie Pomorza Gdańskiego, jeden poza Pomorzem oraz pięć na terytorium III Rzeszy. Z tej liczby: 20 obozów utworzył Wehrmacht, 31 – władze policyjne, a 19 – paramilitarny Selbstschutz. Jednymi z największych obozów były obozy przejściowe w Nowym Porcie i Granicznej Wsi. Z kolei już 2 września 1939 pierwszy transport więźniów trafił do nowo utworzonego obozu koncentracyjnego Stutthof. Obóz ten służył w następnych latach przede wszystkim do eksterminacji najbardziej świadomego i patriotycznie nastawionego żywiołu polskiego, głównie inteligencji z Pomorza Gdańskiego. W zasadzie niemal w każdym z obozów „internowani” byli przetrzymywani w fatalnych warunkach bytowych. Poddawano ich brutalnym przesłuchaniom (nierzadko połączonym z torturami), głodzono, szykanowano i upokarzano. Miały także miejsce przypadki gwałtów na kobietach. Ponadto w przerwach między przesłuchaniami więźniów „obozów dla internowanych” zmuszano do wyczerpującej pracy – zazwyczaj w okolicznych gospodarstwach rolnych należących do Niemców. Nawet kilkudniowy pobyt w takich obozach doprowadzał więc uwięzionych do stanu krańcowego wyczerpania fizycznego i psychicznego. Najgorzej traktowani byli więźniowie przetrzymywani w obozach zorganizowanych przez Selbstschutz, gdzie wedle słów Włodzimierza Jastrzębskiego: „okrucieństwo konkurowało z samowolą”. Szczególnie złą sławę zdobyły sobie zwłaszcza obozy Selbstschutzu w Karolewie w pobliżu Więcborka, Radzimiu koło Kamienia Krajeńskiego oraz Górce Klasztornej koło Łobżenicy.
We wrześniu i na początku października 1939 doszło na Pomorzu do szeregu zbrodni na polskiej ludności cywilnej oraz jeńcach wojennych. Już o świcie 1 września bojówkarze gdańskiej SA zamordowali 5 polskich urzędników celnych i 15 kolejarzy z granicznej stacji Szymankowo. 3 września żołnierze Wehrmachtu rozstrzelali 26 mieszkańców wsi Świekatowo w powiecie świeckim. W pobliskim Serocku Wehrmacht zamordował z kolei kilkudziesięciu polskich jeńców wojennych oraz kilka osób cywilnych (5 września). W powiecie brodnickim rozstrzelano we wrześniu 28 Polaków natomiast we wsi Partęczyny w powiecie grudziądzkim – 9 osób. W tym samym miesiącu miały miejsce egzekucje mieszkańców wsi Czarnowo i Robakowo w powiecie toruńskim (13 ofiar). Z kolei w powiecie chełmińskim zamordowano 6 mieszkańców wsi Paparzyn i Sarnowo (9 września) oraz dopuszczono się kilku indywidualnych zbrodni. Ponadto 8 września Wehrmacht rozstrzelał 43 mieszkańców wsi Książki w powiecie wąbrzeskim. Mordy na ludności cywilnej miały także miejsce w powiatach tucholskim i bydgoskim. Niektóre z tych zbrodni zostały dokonane z inspiracji miejscowych volksdeutschów.
W pierwszych dniach okupacji najbardziej ucierpiała jednak Bydgoszcz, którą brutalnie spacyfikowano w odwecie za opór stawiany wkraczającym oddziałom niemieckim przez miejscową Straż Obywatelską. Równolegle z opanowywaniem poszczególnych dzielnic miasta Niemcy przeprowadzali masowe aresztowania ludności cywilnej, których ofiarami padali przede wszystkim robotnicy, kolejarze, drobni rzemieślnicy, niżsi urzędnicy oraz młodzież szkół średnich. Szczelnym kordonem otaczano zamieszkane przez Polaków kwartały, po czym systematycznie przeszukiwano dom po domu, mieszkanie po mieszkaniu. W przypadku znalezienia broni (do tej kategorii mogła być zaliczona pamiątkowa szabla, myśliwska dubeltówka czy pałka policyjna) lokatorów płci męskiej rozstrzeliwano na miejscu. Tylko między 5 a 11 września żołnierze Wehrmachtu i funkcjonariusze Einsatzgruppen zamordowali od 500 do 800 mieszkańców miasta – z czego około 45 w publicznych egzekucjach. 11 września OKH poinformowało dowództwo 4. Armii, iż Hitler: „ze względu na buntowniczą ludność polską w Bydgoszczy rozkazał Reichsführerowi-SS wziąć 500 zakładników i przedsięwziąć jak najostrzejsze środki (doraźne egzekucje), aż do momentu spacyfikowania miasta. Wojsku należy nakazać, by nie przeszkadzało organom Reichsführera-SS”. Masowe aresztowania i egzekucje były więc kontynuowane. 18 września odszedł pierwszy, liczący 62 osoby, transport z Bydgoszczy do obozu koncentracyjnego Dachau.
Na całym Pomorzu doszło również do pierwszych mordów na Żydach i przedstawicielach „polskiej warstwy przywódczej”. W Starogardzie Gdańskim i okolicy zamordowano we wrześniu około 150 osób. Egzekucje miały też miejsce m.in. w lasach w pobliżu Kartuz, Starej Kiszewie (powiat kościerski) i Władysławowie. Już 5 października (a więc zanim nastąpiło apogeum akcji eksterminacyjnej), adiutant Reichsführera-SS Himmlera – Ludolf von Alvensleben – meldował Berlinowi, iż „sięgnięcie po najostrzejsze środki okazało się konieczne w stosunku do 4247 byłych polskich obywateli”.

## Ewolucja niemieckich planów w odniesieniu do polskiej inteligencji
Niemieckie plany w odniesieniu do „polskiej warstwy przywódczej” nie przewidywały początkowo bezpośredniej eksterminacji. Podczas narady szefów departamentów w Głównym Urzędzie Policji Bezpieczeństwa, przeprowadzonej w Berlinie w dniu 7 września 1939, podkreślono, iż „kierownicza warstwa ludności w Polsce powinna zostać w miarę możności unieszkodliwiona”. Zaznaczono przy tym jednak, że „warstwa kierownicza, która w żadnym razie nie może pozostać w Polsce, zostanie umieszczona w niemieckich kacetach, natomiast dla warstw niższych zostaną założone prowizoryczne kacety przy granicy, na zapleczu grup operacyjnych, które będą mogły w miarę potrzeby odstawić ludzi natychmiast do pozostałej szczątkowej Polski”. W podobnym kierunku szły ustalenia z narady dowódców Einsatzgruppen i szefów najważniejszych departamentów Generalnego Urzędu Policji Bezpieczeństwa, która odbyła się w Berlinie w dniu 21 września. W jej trakcie SS-Gruppenführer Reinhard Heydrich poinformował swoich podwładnych, że w najbliższym czasie zachodnie województwa Polski zostaną wcielone do Rzeszy, a z reszty okupowanych ziem polskich utworzy się „obcojęzyczny okręg” ze stolicą w Krakowie. Polecił, aby tych przedstawicieli polskiej „politycznej elity”, których uznano za najgroźniejszych punktu widzenia interesów Niemiec (uważano, że 3% spośród nich pozostaje jeszcze na terenach okupowanych) skierować do niemieckich obozów koncentracyjnych. Reszta „polskiej warstwy przywódczej” (nauczyciele, duchowieństwo, arystokracja, „legioniści”, powracający do domów oficerowie itd.) miała zostać wyłapana i wysiedlona do „obcojęzycznego okręgu”. Zaznaczono przy tym, że „rozstrzeliwać należy już tylko wtedy, gdy chodzi o obronę konieczną względnie w razie prób ucieczki”. Pozostałe sprawy miano przekazywać sądom wojennym, tak aby stały się „zarzucone wnioskami”. W ten sposób Heydrich miał zamiar udowodnić nazistowskim przywódcom, iż konserwatywny Wehrmacht nie jest w stanie prowadzić w Polsce tak brutalnej polityki okupacyjnej, jakiej oczekiwali.
Prawdopodobnie w połowie września 1939 w nazistowskim kierownictwie zaczął jednak krystalizować się projekt, aby zatrzymywanych w ramach operacji „Tannenberg” członków „polskiej warstwy przywódczej” poddać bezpośredniej eksterminacji. Niemiecki historyk Martin Broszat widział źródła narastania terroru i eksterminacji ludności polskiej w decyzjach samego Hitlera, który odszedł w końcu września 1939 roku od jakichkolwiek koncepcji politycznych rozwiązań sprawy polskiej. Szczególne nasilenie egzekucji nastąpiło na ziemiach anektowanych przez III Rzeszę.
Między 10 a 15 września 1939 gauleiter Forster (pełniący wówczas funkcję szefa administracji cywilnej przy niemieckiej 4. Armii) zwołał w Gdańsku naradę roboczą, w której – zgodnie z relacją byłego właściciela ziemskiego i kierownika powiatowej organizacji partyjnej NSDAP w Kościerzynie, Günthera Modrowa – brali udział wszyscy kierownicy powiatowych organizacji partyjnych na Pomorzu (pełniący równocześnie funkcję starostów), a poza tym osobisty sztab gauleitera, okręgowy przywódca lekarzy – dr Grossman, krajowy inspektor lasów – Nikolai, prezes Wyższego Sądu Krajowego – dr Walter Wohler oraz wielu innych miejscowych dostojników. Forster oznajmił zgromadzonym, że w związku z trudną sytuacją militarną (możliwość rychłego wybuchu walk nad granicą francuską) należy za wszelką cenę zapobiec ewentualnemu polskiemu powstaniu. W związku z tym polecił „usunąć” z Pomorza wszystkich „niebezpiecznych” Polaków, wszystkich Żydów oraz polskich duchownych. Za realizację rozkazu miał odpowiadać Wyższy Dowódca SS i Policji w Gdańsku, SS-Gruppenführer Richard Hildebrandt. Urzędnicy partyjni otrzymali rozkaz sporządzenia stosownych list proskrypcyjnych, lecz zakazano im brać udziału w egzekucjach. Cała sprawa miała być objęta największą tajemnicą.
Na początku października 1939 odbyła się z kolei narada kadry dowódczej SS i policji niemieckiej na Pomorzu, podczas której dr Tröger przekazał zgromadzonym polecenie Reichsführera-SS Himmlera, aby „sprzątnąć polską inteligencję”. W ślad za jej ustaleniami dr Rudolf Oebsger-Röder, szef bydgoskiej placówki SD, zapisał w notatce sporządzonej pod koniec października 1939, iż: „zgodnie z wolą Führera, w najbliższym czasie z polskiego Pomorza Gdańskiego mają powstać niemieckie Prusy Zachodnie” i w tym celu konieczna będzie „fizyczna likwidacja wszystkich tych polskich elementów, które w przeszłości w jakikolwiek sposób wybijały się po stronie polskiej albo w przyszłości mogłyby być podporą polskiego oporu”. Zaznaczył przy tym, że: „likwidacja będzie możliwa już tylko krótko. Potem niemiecka administracja oraz inne czynniki spoza NSDAP uniemożliwią bezpośrednią akcję. W każdym razie na koniec, mimo surowości, w Prusach Zachodnich będzie zlikwidowana tylko mała cząstka Polaków (szacunkowo 20 000)”.
Podjęte na szczeblu lokalnym decyzje stanowiły realizację planów najwyższych władz III Rzeszy. 14 października 1939 podczas kolejnej konferencji dowódców Einsatzgruppen Heydrich zobowiązał bowiem swoich podwładnych, aby zakończyli likwidację „jądra polskości” (niem. führenden Polentums) na ziemiach wcielonych do Rzeszy przed 1 listopada 1939, gdyż obawiał się, że administracja cywilna, która miała objąć tego dnia kontrolę nad tymi terenami nie będzie skłonna do podejmowania radykalnych działań przeciwko polskiej inteligencji. Z kolei 17 października – podczas spotkania z przedstawicielami najwyższych władz państwowych, partyjnych i wojskowych III Rzeszy – Hitler oświadczył, iż „trzeba zapobiec wybiciu się polskiej warstwy kierowniczej na warstwę kierowniczą […] nie wolno dopuścić do powstania zalążków narodu”. Wyjaśnił przy tym, że: „realizacja [tego celu] wymaga twardej walki narodowościowej, która nie dopuszcza prawnych ograniczeń. Metody nie będą do pogodzenia z naszymi zasadami”. Rok później, podczas konferencji w dniu 2 października 1940, wypowiedział się jeszcze bardziej otwarcie, stwierdzając: „nie może być polskich panów; jeśli polscy panowie jeszcze istnieją to należy ich – choć brzmi to twardo – wymordować… Polacy mogą mieć tylko jednego pana – Niemca; dwóch panów obok siebie istnieć nie może dlatego należy wszystkich przedstawicieli inteligencji polskiej zgładzić. Brzmi to twardo, ale takie jest prawo życia”.
Likwidację polskiej inteligencji w oficjalnych dokumentach nazistowskich określano zazwyczaj jako: akcję „Inteligencja” (niem. Intelligenzaktion), „etniczne oczyszczanie przedpola”, bądź też „scalanie gruntów”. Masowe rozstrzeliwania opisywano natomiast eufemistycznie jako „akcję bezpośrednią” (niem. Direkte Aktion).

## Wykonawcy zbrodni

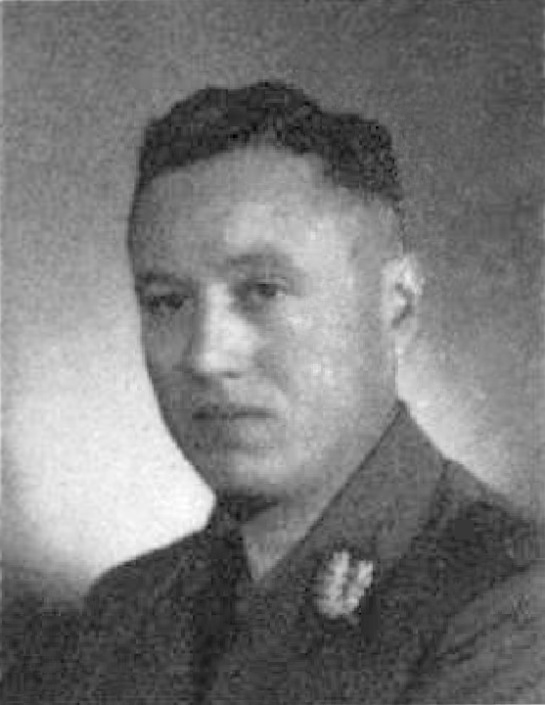
Albert Forster

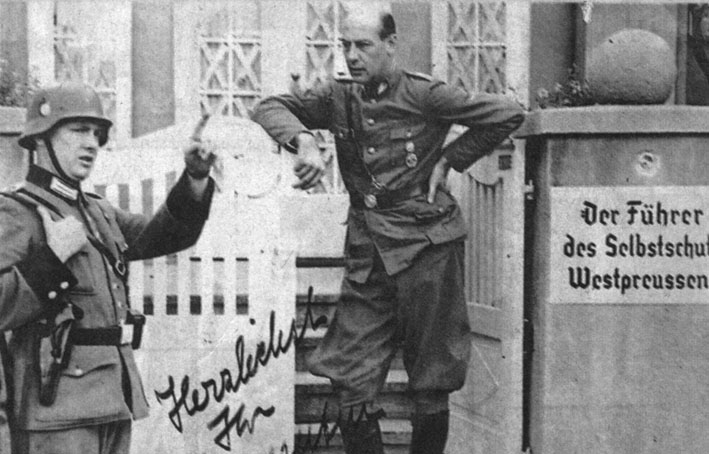
SS-Oberführer Ludolf von Alvensleben przed swoją kwaterą główną w Bydgoszczy

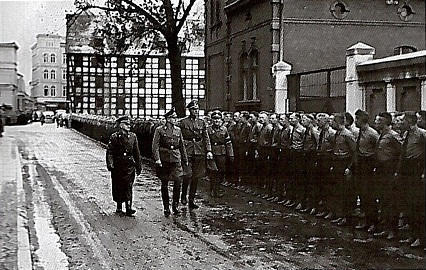
Inspekcja jednostki bydgoskiego Selbstschutzu, od lewej: Josef Meier, Werner Kampe, Ludolf von Alvensleben

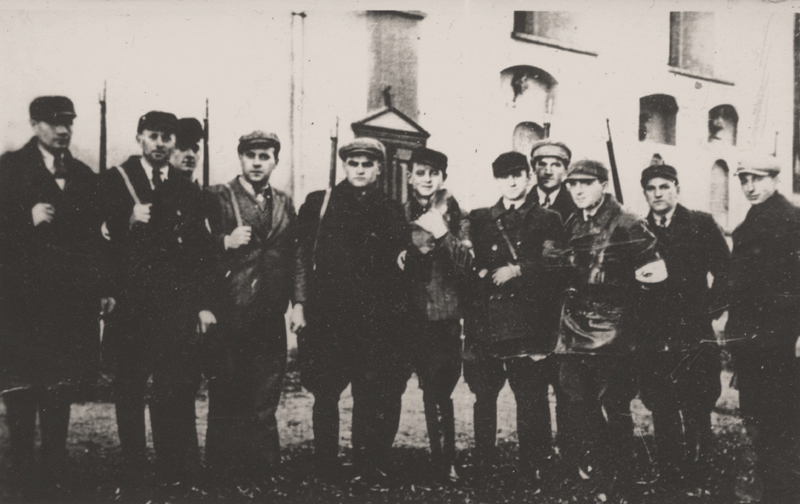
Członkowie Selbstschutzu z Łobżenicy

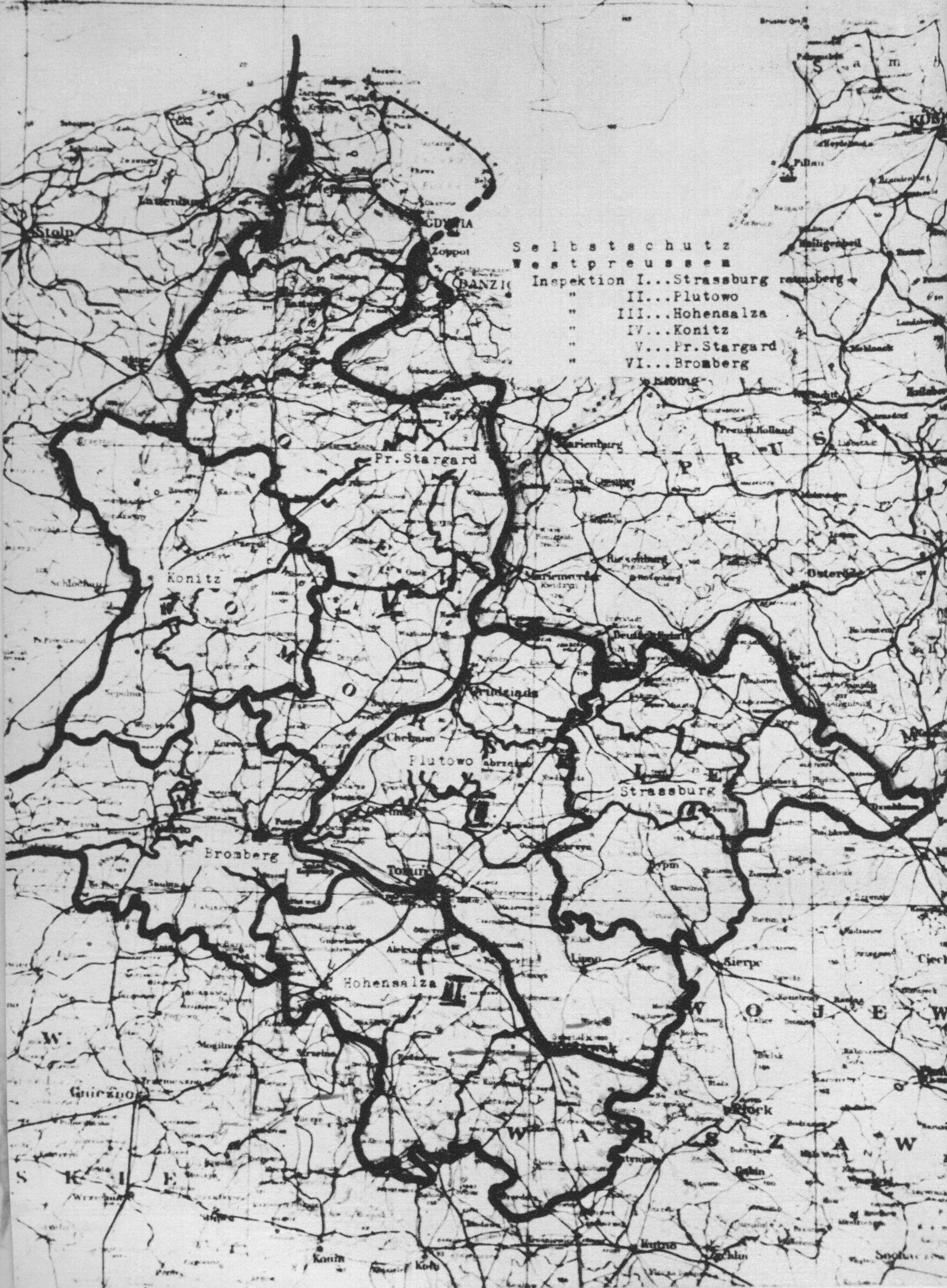
Niemiecka mapa przedstawiająca sieć inspektoratów Selbstschutz Westpreussen

Operację „Tannenberg” początkowo realizowała na Pomorzu Einsatzgruppe IV (dowódca: SS-Brigadeführer Lothar Beutel) podążająca za oddziałami 4 Armii oraz Einsatzgruppe V (dowódca: SS-Standartenführer Ernst Damzog) idącą w ślad za formacjami niemieckiej 3 Armii. Pierwsza z tych grup działała na terenie „polskiego korytarza” i odpowiadała m.in. za dokonaną wspólnie z Wehrmachtem pacyfikację Bydgoszczy (5-11 września 1939). Druga działała z kolei w okolicach Grudziądza oraz na Ziemi Dobrzyńskiej. Jej funkcjonariusze byli odpowiedzialni m.in. za ograbienie i wymordowanie żydowskiej społeczności Grudziądza. Obie Einsatzgruppen opuściły Pomorze między 15 a 20 września 1939.
Na ich miejsce wprowadzona została kolejna grupa operacyjna policji bezpieczeństwa – tzw. Einsatzkommando 16 (EK 16). Zostało ono utworzone w Gdańsku w dniu 12 września 1939, a dowództwo nad nim objął dr Tröger. Einsatzkommando 16 stacjonowało w Gdańsku do 26 września 1939. Następnie jednostkę podzielono, tworząc oddziały w Gdyni, Toruniu i Bydgoszczy oraz mniejsze filie w Kościerzynie, Starogardzie Gdańskim, Tucholi, Grudziądzu i Brodnicy. Niemiecki historyk Dieter Schenk pisał, iż Einsatzkommando 16 było: „...wyłącznie plutonem egzekucyjnym, którego zadanie polegało tylko na tym, aby realizować żądanie szefa policji bezpieczeństwa i SD Heydricha codziennego zwiększania liczby egzekucji”.
Działania Einsatzgruppen wspierał tak zwany Selbstschutz – paramilitarna formacja o charakterze policyjnym, której członkowie rekrutowali się spośród przedstawicieli zamieszkującej Polskę niemieckiej mniejszości narodowej. 20 września 1939 Reichsführer-SS Himmler polecił szefowi Urzędu Uzupełnień SS (SS-Ergänzungsamt), Gottlbowi Bergerowi, zorganizować samoobronę volksdeutschów na okupowanych ziemiach polskich. 7 października wydał natomiast tymczasowe wytyczne w sprawie organizacji Selbstschutzu (vorläufige Richtlinien für die Organisation des Selbstschutzes in Polen). Przewidywały one, że formacja ta będzie formalnie podlegać lokalnym dowódcom policji porządkowej, a w jej skład będą wchodzić wszyscy zdolni do noszenia broni volksdeutsche w wieku od 17 do 45 lat. W rzeczywistości rozkaz Himmlera tylko sankcjonował istniejący już stan rzeczy, gdyż plany powołania Selbstschutzu były rozważane jeszcze przed rozpoczęciem wojny, a jego powstanie poprzedziło utworzenie rozmaitych formacji o charakterze policyjnym, złożonych z miejscowych volksdeutschów.
Północnym, najsilniejszym, okręgiem Selbstschutzu (tzw. Selbstschutz Westpreussen), który obejmował całe Pomorze Gdańskie oraz niektóre powiaty Wielkopolski, dowodził adiutant Himmlera – SS-Oberführer Ludolf von Alvensleben. Liczebność formacji szybko rosła. 24 września 1939 Selbstschutz Westpreussen liczył już 8038 członków, 30 września – 16 370, 28 października – 28 032, a 21 listopada – 38 279. Członkowie Selbstschutzu byli dla Polaków szczególnie niebezpieczni ze względu na doskonałą znajomość lokalnych stosunków i uwarunkowań społecznych. Znani byli też z wyjątkowej brutalności. Nawet SS-Gruppenführer Heydrich zmuszony był przyznać, że: „Selbstschutz już na samym początku (…) dopuścił się okropnych, wymykających się spod kontroli aktów zemsty” (notatka z 2 lipca 1940). Ponadto działając w szeregach tej formacji miejscowi volksdeutsche mogli przy okazji uregulować wiele zadawnionych sąsiedzkich sporów i porachunków, jak również zagarnąć mienie należące do aresztowanych i mordowanych Polaków (stąd wśród ofiar Selbstschutzu znalazło się szczególnie wielu kupców, rzemieślników i rolników). Było to o tyle ułatwione, że do zatrzymania „wrogo nastawionego” Polaka wystarczało zwykle świadectwo 2-3 Niemców. Ze względu na masowy udział przedstawicieli mniejszości niemieckiej w przygotowanie i przeprowadzenie ludobójstwa „Zbrodnię pomorską 1939 roku” określa się również mianem „zbrodni sąsiedzkiej”.
Do wielorakich działań wymierzonych w polską i żydowską ludność Pomorza wykorzystywano także jednostkę Wachsturmbann „Eimann” (pol.: Oddział wartowniczo-szturmowy „Eimann”), zorganizowaną przed wybuchem wojny na bazie gdańskiego 36. pułku SS. Oddział ten utworzono z oddolnej inicjatywy gdańskich nazistów – bez oficjalnego błogosławieństwa ze strony Berlina – stąd Wachsturmbann „Eimann” był de facto prywatnym szwadronem śmierci gauleitera Forstera i dowódcy SS i policji na Pomorzu, SS-Gruppenführera Hildebrandta. Działał on na terenie powiatów kartuskiego, kościerskiego, morskiego i starogardzkiego. Jednym z głównych zadań Wachsturmbann „Eimann” była likwidacja pacjentów pomorskich i niemieckich szpitali psychiatrycznych.
Dodatkowo w pacyfikacji Pomorza Gdańskiego udział brały: batalion SS-Heimwehr-Sturmbann „Götze”, jednostki policji porządkowej oraz oddział SA ze 128 chorągwi (SA-männer Standarte 128), który został osadzony jako policja pomocnicza i podporządkowany dowódcy oddziałów policji porządkowej. Działania wszystkich wymienionych wyżej jednostek krzyżowały się i uzupełniały.
W represjach wymierzonych w polską inteligencję aktywnie uczestniczył Albert Forster, gauleiter NSDAP w Gdańsku, szef administracji cywilnej przy niemieckiej 4. Armii, a od października 1939 – namiestnik Rzeszy w Okręgu Rzeszy Gdańsk-Prusy Zachodnie. Nie zmieniał tego fakt, iż struktury SS działały w zasadzie niezależnie od Forstera. Można bowiem przyjąć, że Forster był o wszystkim wyczerpująco informowany, a jako najwyższy rangą przedstawiciel NSDAP na Pomorzu ponosił pełną odpowiedzialność za całokształt wydarzeń na swym obszarze. Jakob Lölgen, szef ekspozytury Einsatzkommando 16 w Bydgoszczy, zeznał zresztą w trakcie swojego procesu, iż: „przedsięwzięcia Einsatzkommand na obszarze Prus Zachodnich kierownictwo okręgu znało i aprobowało, ponieważ były one zgodne z polityką narodowościową”. W indywidualnych przypadkach Forster osobiście nakazywał przeprowadzenie egzekucji. Wielokrotnie podjudzał także miejscowych Niemców do rozprawy z Polakami. Między innymi, 19 października 1939 grudziądzcy volksdeutsche usłyszeli od niego, że jest zdziwiony, iż „na ulicach tego miasta nie widać jeszcze polskiej krwi, mimo morderstw popełnionych tam na Niemcach”. Z kolei w trakcie przemówienia w Wejherowie wzywał do mordów słowami: „musimy tych zawszonych Polaków wytępić począwszy od kołyski (...) w ręce wasze oddaję los Polaków, możecie z nimi robić, co chcecie”. Tego typu wizyty i przemówienia Forstera często poprzedzały zakrojone na szeroką skalę akcje represyjne przeciw Polakom.
Z prawnego punktu widzenia odpowiedzialność za zbrodnie popełnione na Pomorzu przed 26 października 1939 ponosił Wehrmacht (sprawujący administrację na okupowanych obszarach), jakkolwiek większość mordów dokonywana była przez Selbstschutz lub SS i policję. Po utworzeniu administracji cywilnej na okupowanych obszarach Wehrmacht (reprezentowany na Pomorzu przez generała Waltera Heitza – dowódcę Okręgu Wojskowego Prusy Zachodnie) zasadniczo nie brał bezpośredniego udziału w eksterminacji „polskiej warstwy przywódczej”. W obliczu zbrodni popełnianych przez Selbstschutz oraz formacje SS i policji zachowywał się jednak w najlepszym wypadku biernie. Wielokrotnie, wojsko udzielało Selbstschutzowi wsparcia logistycznego, dostarczając m.in. broń i instruktorów. Niekiedy ta współpraca szła jednak o wiele dalej. Podczas likwidacji szpitala psychiatrycznego w Świeciu Wehrmacht zapewnił autobusy i kierowców, za pomocą których przewieziono chorych na miejsce egzekucji.

## Przebieg akcji eksterminacyjnej

### Modus operandi
Na Pomorzu największe nasilenie akcji eksterminacyjnej nastąpiło w październiku i listopadzie 1939, pokrywając się czasowo z likwidacją administracji wojskowej na okupowanych obszarach i utworzeniem Okręgu Rzeszy Gdańsk-Prusy Zachodnie. Jeżeli na danym terenie struktury Selbstschutzu miały charakter scentralizowany i pozostawały pod nadzorem funkcjonariuszy niemieckich służb bezpieczeństwa, to masowych morderstw dokonywano zwykle w jednym lub dwóch specjalnie wyznaczonych w tym celu miejscach. W przypadku rozproszenia organizacyjnego miejsc egzekucji było zazwyczaj kilkanaście lub kilkadziesiąt.
W aresztach i obozach, w których przetrzymywano aresztowanych Polaków, obradowały sądy ludowe (Volksgericht) zwane czasami sądami Selbstschutzu (Selbstschutzgericht), określane przez Polaków mianem Mordkomission. Sądy te skazywały więźniów na śmierć, starając się nadać masowym mordom pozór praworządności. Masakry dokonywane w ramach operacji „politycznego oczyszczania terytorium” starano się przeważnie zachować w tajemnicy. Na miejsca straceń często wybierano więc tereny ustronne, rzadko odwiedzane przez miejscową ludność. Dostępu do miejsc egzekucji strzegły specjalne straże. Miejsca masowych egzekucji na Pomorzu zlokalizowano w żwirowniach i piaskowniach (Paterek koło Nakła nad Notecią, Mniszek) rozległych dolinach i leśnych parowach (bydgoski Fordon, Płutowo), rowach przeciwartyleryjskich i okopach strzeleckich (Tryszczyn, Fordon, Pola Igielskie koło Chojnic). Zgodnie z wytycznymi RSHA najwięcej egzekucji odbyło się w lasach w okolicach większych miejscowości (Lasy Piaśnickie, Lasy Szpęgawskie, Lasy Hopowskie i Mestwinowskie koło Kościerzyny, Lasy Skarszewskie, Lasy Kaliskie obok Kartuz, Barbarka koło Torunia, Las Pińczata obok Włocławka, Las Kujawski i Lasy Rybienieckie koło Klamer, Las Brzezinka koło Brodnicy, Lasy Karnkowskie i Radomockie pod Lipnem). Egzekucji dokonywano także w parkach miejskich (Łasin, Grudziądz, Chojnice, Kcynia), w aresztach i obozach Gestapo i Selbstschutzu („Dom Kaźni” w Rypinie, koszary artyleryjskie w Bydgoszczy), na polach należących do majątków polskich i niemieckich gospodarzy. W Karolewie była to polana, na której przed wojną rozgrywano zawody sportowe i wiece polityczne. Miejscami straceń były również cmentarze żydowskie (Skarszewy nad jeziorem Borówno Wielkie, Bydgoszcz, Świecie, Szubin, Wyrzysk, Łobżenica, Kcynia, Włocławek) i rzymskokatolickiej (Bydgoszcz, Nakło nad Notecią)   . Rodziny zamordowanych fałszywie informowano, że zaginione osoby wyjechały do Generalnego Gubernatorstwa, zostały wywiezione do obozów pracy lub po prostu ich miejsce pobytu nie jest znane władzom niemieckim.
Ofiary zazwyczaj rozstrzeliwano w większych grupach, czasami pod osłoną nocy. Zazwyczaj na miejscu egzekucji skazańców zmuszano do kopania zbiorowych grobów, następnie stawiano ich na skraju dołów (lub zmuszano do położenia się na ich dnie), po czym rozstrzeliwano ogniem z broni maszynowej, karabinów lub pistoletów. Wykonawcami egzekucji byli zazwyczaj volksdeutsche z Selbstschutzu, nadzorowani przez funkcjonariuszy policji bezpieczeństwa lub żandarmerii. Niekiedy bojówki Selbstschutzu działały na własną rękę, przy czym na szeroką skalę dochodziło wówczas do załatwiania przez volksdeutschów osobistych porachunków z Polakami. Sami Niemcy określali niektóre spośród przeprowadzanych przez Selbstschutz egzekucji mianem „nielegalnych rozstrzeliwań”. Zdarzały się także wypadki (np. w Piaśnicy), gdy likwidacją ludności polskiej i żydowskiej zajmowały się wyspecjalizowane komanda, złożone z funkcjonariuszy SS i policji – zazwyczaj członków Einsatzkommando 16 lub Wachsturmbann „Eimann”. Ta ostatnia jednostka odegrała zwłaszcza kluczową rolę podczas eksterminacji pacjentów pomorskich i niemieckich szpitali psychiatrycznych, a jej członkowie tworzyli załogi kilku największych obozów dla internowanych. Z kolei funkcjonariusze EK 16, rozsiani po pomorskich aresztach i obozach dla internowanych, tworzyli specjalne komisje, które decydowały o tym których więźniów należy zwolnić lub wysiedlić do Generalnego Gubernatorstwa, których skierować do obozów koncentracyjnych, a których zamordować na miejscu.
W sporadycznych wypadkach Niemcy rezygnowali z utrzymywania zbrodni w tajemnicy i przeprowadzali publiczne egzekucje. Miały one miejsce m.in. w: Gdyni (74 ofiary egzekucji przeprowadzonych w październiku i listopadzie 1939), Fordonie (7 osób rozstrzelanych 2 października 1939), Grudziądzu (10 osób rozstrzelanych 29 października 1939), Nowym Mieście Lubawskim (15 osób rozstrzelanych 7 grudnia 1939), Lubawie (10 osób rozstrzelanych 7 grudnia 1939) oraz Tczewie (13 osób rozstrzelanych 24 stycznia 1940).
Eksterminację polskiej inteligencji Niemcy starali się usprawiedliwić rzekomymi prześladowaniami, których przed wybuchem wojny oraz w pierwszych dniach kampanii wrześniowej miała doznawać zamieszkująca Polskę niemiecka mniejszość narodowa. W tym kontekście wskazywali przede wszystkim na wydarzenia tzw. bydgoskiej „krwawej niedzieli” (niem. Bromberger Blutsonntag) z 3-4 września 1939, które w polskiej historiografii są opisywane jako krwawe stłumienie przez wojsko polskie niemieckiej akcji dywersyjnej w mieście, a w niemieckiej – jako pogrom tamtejszych volksdeutschów. Goebbelsowska propaganda dołożyła wielu starań, aby wydarzenia w Bydgoszczy zostały przedstawione w sposób poruszający i stanowiły propagandowe uzasadnienie dla nazistowskiej polityki eksterminacyjnej prowadzonej na okupowanym Pomorzu.
Czasami pretekstem „uzasadniającym” dokonywanie masowych mordów stawały się także kwestie o bardziej lokalnym znaczeniu – udział miejscowej ludności w akcji internowania aktywnych politycznie Niemców, którą władze polskie przeprowadziły w pierwszych dniach września 1939 bądź inne rzekome „polskie bestialstwa” (Brodnica, Chojnice, Grudziądz, Kościerzyna, Lipno, Świecie); posiadanie ziemi należącej do niemieckich majątków rozparcelowanych w ramach reformy rolnej (Sępólno Krajeńskie i Tuchola); rzekome „akty sabotażu” dokonywane przez Polaków (Nowe Miasto Lubawskie, Rudzki Most, Tczew) itp.. Chcąc nadać zbrodniom pozór legalności Selbstschutz organizował niekiedy własne sądy doraźne, mimo iż nie było ku temu żadnych podstaw prawnych.
Dr Maria Wardzyńska obliczyła, że jesienią 1939 oraz wiosną 1940 na terenach polskich włączonych w skład okręgu Gdańsk-Prusy Zachodnie okupanci niemieccy w 68 miejscowościach przeprowadzili egzekucje, w których zginęły dziesiątki, setki, a nawet tysiące mieszkańców Pomorza. Do tego należy doliczyć około 950 egzekucji, w których zginęło mniej niż 10 osób.

### Rejencja gdańska

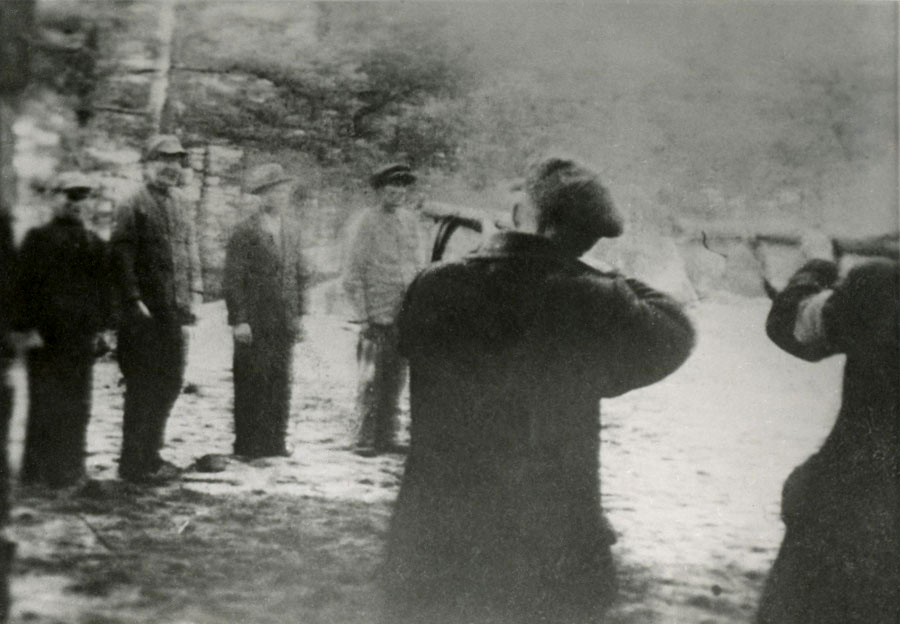
Egzekucja przeprowadzana przez Selbstschutz w Rudzkim Moście

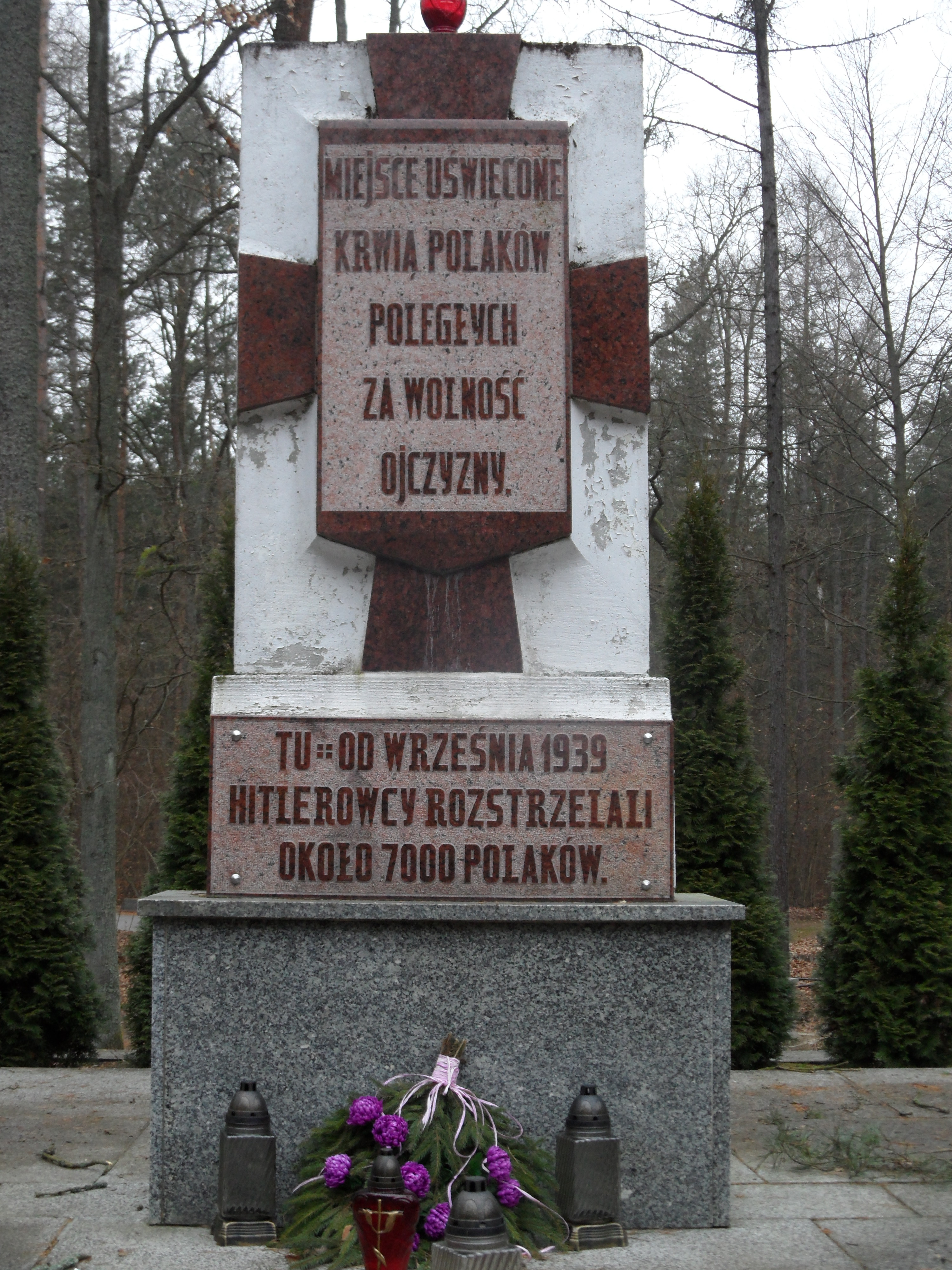
Pomnik na miejscu straceń w Lesie Szpęgawskim

Symbolem martyrologii mieszkańców Pomorza Gdańskiego w latach II wojny światowej stały się w pierwszym rzędzie lasy piaśnickie w pobliżu Wejherowa. Między październikiem 1939 a kwietniem 1940 funkcjonariusze EK 16, SS-mani z jednostki Wachsturmbann „Eimann” oraz członkowie miejscowego Selbstschutzu zamordowali tam od 12 000 do 14 000 osób. Wśród ofiar znalazło się około 2000 przedstawicieli polskiej elity politycznej i intelektualnej z Gdyni, Wolnego Miasta Gdańska oraz terenów ówczesnych powiatów: morskiego, kartuskiego i kościerskiego. Ponadto w Piaśnicy masowo mordowano osoby przywiezione z głębi Rzeszy – m.in. polskich migrantów zarobkowych internowanych na terenie Niemiec, pacjentów niemieckich zakładów psychiatrycznych (głównie z Pomorza Zachodniego), niemieckich przeciwników nazizmu. Piaśnica stanowi największe, obok KL Stutthof, miejsce kaźni ludności polskiej na Pomorzu w okresie II wojny światowej i bywa nazywana czasem „pomorskim Katyniem” lub „Kaszubską Golgotą”.
Miejscem kaźni ludności Kociewia stał się natomiast w pierwszym rzędzie Las Szpęgawski w pobliżu Starogardu Gdańskiego. Między wrześniem 1939 a styczniem 1940 członkowie miejscowego Selbstschutzu oraz SS-mani z jednostki Wachsturmbann „Eimann” zamordowali tam prawdopodobnie od 5000 do 7000 osób. W Lesie Szpęgawskim ginęli przede wszystkim przedstawiciele „polskiej warstwy przywódczej” z powiatów starogardzkiego, świeckiego i tczewskiego. Zamordowano tam także 1692 pacjentów zakładów psychiatrycznych w Kocborowie i Świeciu. Pod względem liczby ofiar Las Szpęgawski był trzecim – po Piaśnicy i Mniszku-Grupie k. Świecia – największym miejscem kaźni ludności polskiej na Pomorzu w 1939.
Las Szpęgawski nie był jedynym miejscem, gdzie odbywały się masowe egzekucje mieszkańców Kociewia. Polaków aresztowanych w ramach akcji „politycznego oczyszczania terytorium” i osadzonych w więzieniu żandarmerii w Skórczu rozstrzeliwano w Lesie Zajączek nieopodal jeziora Głuche. Do końca grudnia 1939 zamordowano tam około 100 osób. Na terenie dawnych polskich koszar wojskowych w Tczewie został natomiast zorganizowany obóz dla internowanych. Jesienią 1939 roku przeszło przez niego około 1000-1500 osób, które przetrzymywano tam w ciężkich warunkach i poddano brutalnemu traktowaniu. Większość osadzonych wywieziono na śmierć do Lasu Szpęgawskiego ale od 80 do 150 więźniów (w tym 16 kanoników pelplińskich) zamordowano bezpośrednio na terenie koszar.
Masowe egzekucje miały także miejsce w innych rejonach rejencji gdańskiej prowincji Gdańsk-Prusy Zachodnie. Polaków aresztowanych w Chojnicach i okolicznych miejscowościach rozstrzeliwano w „Dolinie Śmierci” na Polach Igielskich w pobliżu Chojnic. Między wrześniem 1939 a styczniem 1940 Selbstschutz zamordował tam około 500 osób. Wśród ofiar znalazło się 218 pacjentów chojnickiej filii szpitala psychiatrycznego w Kocborowie. Z kolei egzekucje mieszkańców powiatu kartuskiego odbywały się przede wszystkim w Lasach Kaliskich oraz lasach nadleśnictwa Sarni Dwór pod Kartuzami. Jesienią 1939 zamordowano tam ok. 200 Polaków.
Ofiarą akcji „Inteligencja” padło także blisko 600 mieszkańców powiatu kościerskiego. W zdecydowanej większości zginęli oni z rąk bojówek Selbstschutzu, na których czele stał miejscowy właściciel ziemski, a zarazem starosta i kierownik powiatowej organizacji NSDAP w Kościerzynie – Günther Modrow. Głównym miejscem egzekucji stały się lasy w okolicach Skarszew. Mordy na Polakach miały także miejsce m.in. w lesie pod Lipuszem koło Kościerzyny (nieopodal jeziora Karpno) oraz w lesie pod Grabowem Kościerskim.

### Rejencja bydgoska

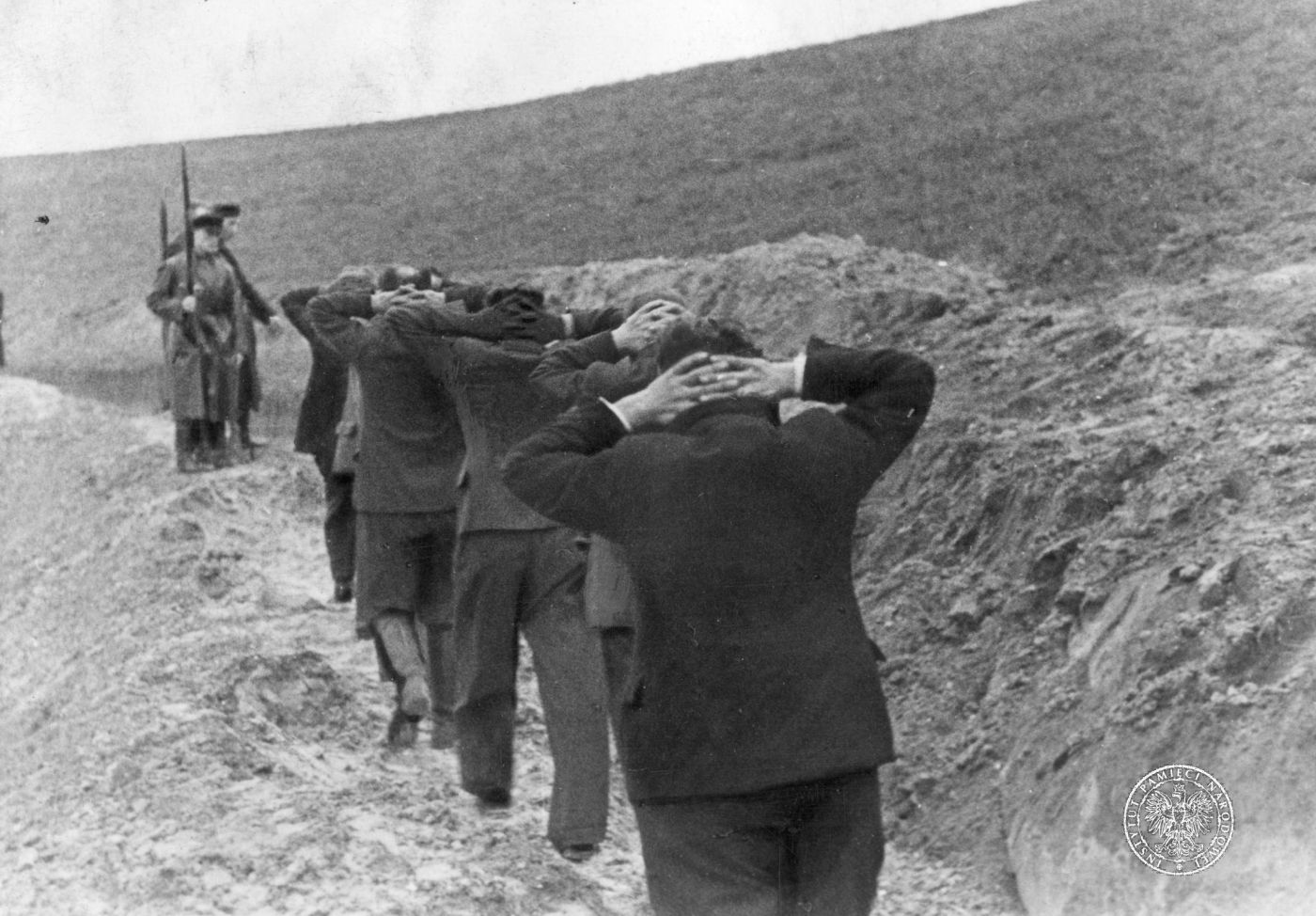
Polscy nauczyciele w drodze na egzekucję w „Dolinie Śmierci” k. Bydgoszczy

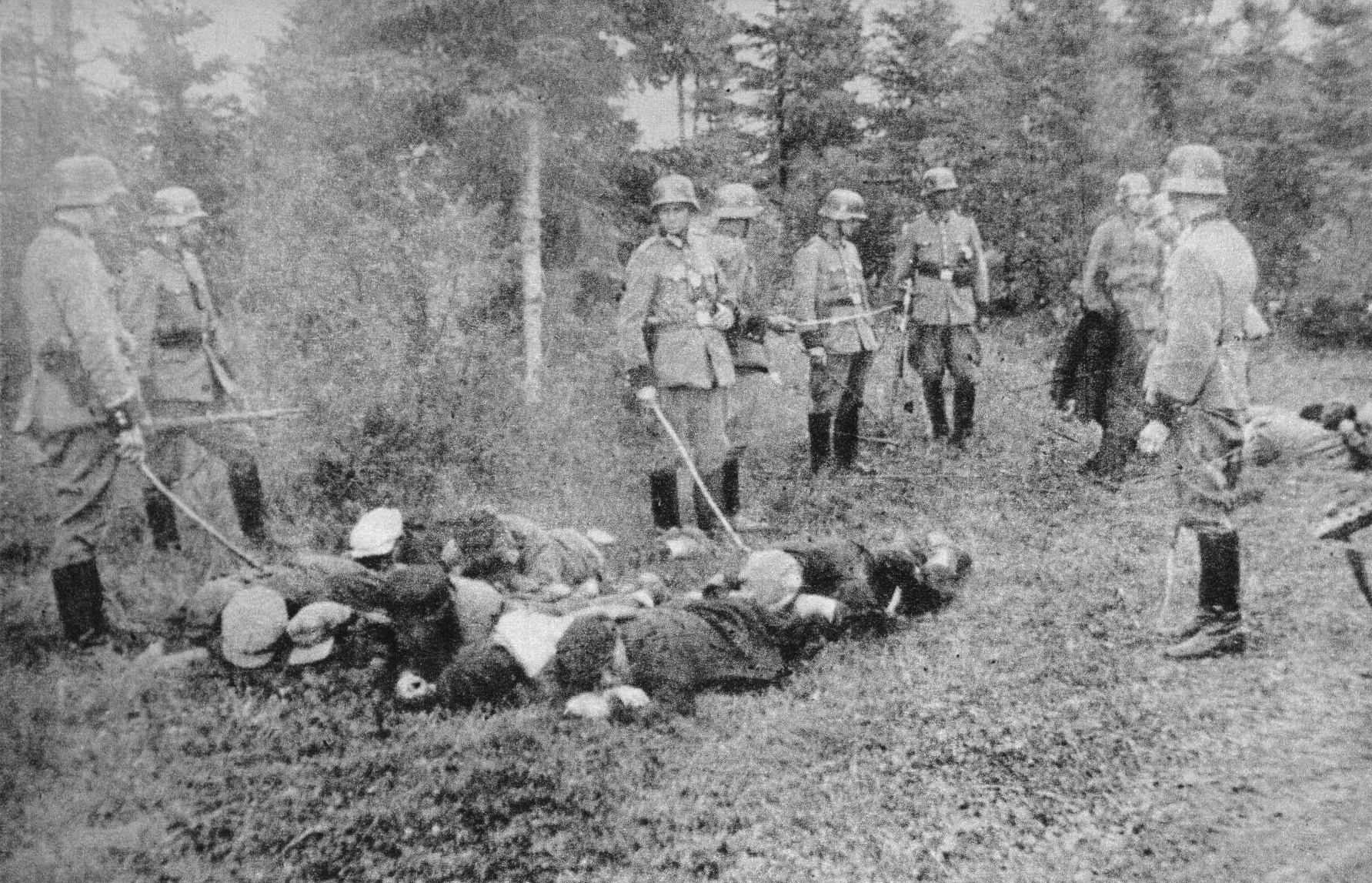
Zbiorowa egzekucja w Rudzkim Moście

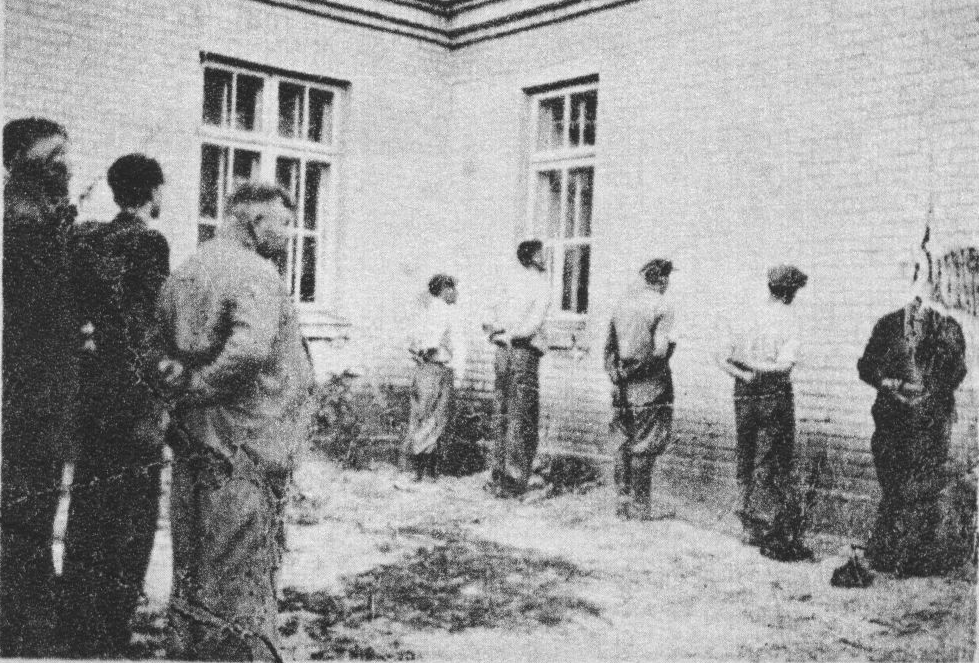
Zbiorowa egzekucja w miejscowości Zławieś Mała pod Toruniem

Szczególnie brutalny terror zastosował okupant w stosunku do mieszkańców Bydgoszczy, co miało bezpośredni związek z wydarzeniami „bydgoskiej krwawej niedzieli” oraz oporem stawianym wkraczającym oddziałom Wehrmachtu przez miejscową Straż Obywatelską. Przeprowadzane doraźnie represje przekształciły się jednak w późniejszym okresie w zorganizowaną akcję eksterminacyjną, której celem była likwidacja polskiej elity politycznej i umysłowej w Bydgoszczy. Masowe egzekucje mieszkańców miasta i okolicznych miejscowości były przeprowadzane przez Selbstschutz i funkcjonariuszy EK 16 w odludnych miejscach w pobliżu Bydgoszczy, takich jak np. Las Gdański, lasy pod Tryszczynem i Borównem, czy przede wszystkim – w fordońskiej „Dolinie Śmierci”. W raporcie sytuacyjnym z 17 listopada 1939, radca kryminalny Lölgen – dowódca miejscowej filii EK 16 – mógł zameldować przełożonym, że: „w Bydgoszczy nie ma już inteligencji polskiej, która mogłaby działać aktywnie”. Polscy historycy szacują obecnie, że w ciągu pierwszych czterech miesięcy okupacji, w wyniku niemieckich represji zginęło od 1500 do 1900 mieszkańców miasta. Już na samym początku okupacji Bydgoszcz stała się jednym z symboli nazistowskiego terroru w okupowanej Polsce.
Masowe egzekucje miały także miejsce w innych miejscowościach powiatu bydgoskiego. W październiku 1939 w lasach pod Buszkowem koło Koronowa z rąk funkcjonariuszy SS i członków Selbstschutzu poniosło śmierć około 150 osób. Wśród zamordowanych znalazło się 106 przestępców kryminalnych, którzy przed 1 września 1939 odsiadywali wyroki w miejscowym więzieniu oraz wielu mieszkańców Koronowa i pobliskich miejscowości. 12 wybitnych obywateli Koronowa (członków Polskiego Związku Zachodniego) zamordowano także w lesie koło Srebrnicy. Ponadto, jesienią 1939 funkcjonariusze EK 16 rozstrzelali kilkaset osób w lesie pod Otorowem niedaleko Solca Kujawskiego. Dieter Schenk szacował, że jesienią 1939 zamordowanych zostało łącznie 5000 mieszkańców Bydgoszczy i powiatu bydgoskiego.
Za największe miejsce kaźni na terenie rejencji bydgoskiej uważany jest jednak kompleks lasów w pobliżu miejscowości Mniszek i Grupa w powiecie świeckim. Z rąk członków miejscowego Selbstschutzu oraz SS-manów z jednostki Wachsturmbann „Eimann” zginęło tam wielu przedstawicieli polskiej elity politycznej, gospodarczej i intelektualnej z powiatów: bydgoskiego, chełmińskiego, grudziądzkiego, starogardzkiego i świeckiego. Ofiary zazwyczaj przywożono na miejsce straceń z więzień i obozów dla internowanych w Świeciu, Grudziądzu lub Nowem nad Wisłą. Wśród zamordowanych znalazło się także ponad 1000 pacjentów zakładu psychiatrycznego w Świeciu – w tym 120 dzieci. Według niektórych źródeł w Mniszku-Grupie mogło zostać zamordowanych nawet 10 000 osób. Czyniłoby to z Mniszka największe pod względem liczby ofiar – po Piaśnicy – miejsce kaźni ludności polskiej na Pomorzu w 1939.
Polaków z Torunia i okolicznych miejscowości, których aresztowano w ramach akcji „politycznego oczyszczania terytorium” osadzano początkowo w toruńskim areszcie miejskim (tzw. Okrąglaku), a później w prowizorycznym obozie dla internowanych, utworzonym w starym Forcie VII na obrzeżach miasta. Jesienią 1939 przez obóz ten przeszło od 1200 do 1500 osób. Od 600 do 1100 więźniów zostało zamordowanych przez Selbstschutz w oddalonym o 3 kilometry od Torunia lesie Barbarka.
Miejscem eksterminacji mieszkańców powiatu chełmińskiego stał się w pierwszym rzędzie las Rybieniec w pobliżu wsi Klamry. Jesienią 1939 członkowie Selbstschutzu zamordowali tam około 2000 Polaków. Ponadto mieszkańców Chełmna i okolicznych miejscowości mordowano w nieczynnej kopalni piasku w pobliżu wsi Małe Czyste, gdzie zginęło od 400 do 800 więźniów obozu dla internowanych w Dorposzu Szlacheckim, a także w leśnym parowie w pobliżu wsi Płutowo, gdzie rozstrzelano ok. 230 osób.
Mieszkańcy powiatów sępoleńskiego i tucholskiego mordowani byli przede wszystkim w obozach dla internowanych, które Selbstschutz zorganizował w Karolewie koło Więcborka oraz Radzimiu koło Kamienia Krajeńskiego. Nazwa „obóz dla internowanych” była eufemizmem, mającym ukryć prawdziwe przeznaczenie tych obozów. Więzieni tam Polacy i Żydzi byli bowiem zasadniczo przeznaczeni do eksterminacji. Po wojnie w lasach karolewskich ekshumowano szczątki 1781 zamordowanych, a w Radzimiu – około 300 zwłok. Według przeprowadzonych po wojnie ankiet sądów grodzkich liczba ofiar obu obozów mogła wynosić wiele tysięcy. Egzekucje nierzadko poprzedzane były biciem i torturami wybranych skazańców. Ponadto w październiku i listopadzie 1939 Selbstschutz rozstrzelał 335 osób na uroczysku Rudzki Most w okolicach Tucholi. Pretekstem do zbrodni był pożar zagrody miejscowego Niemca, który uznano za „polski sabotaż”.
Wiele ofiar pochłonęła również akcja eksterminacyjna na terenie powiatu wyrzyskiego, gdzie działały bardzo silne struktury Selbstschutzu. Głównym miejscem egzekucji stała się żwirownia we wsi Paterek w pobliżu Nakła. Jesienią 1939 zamordowano tam ponad 200 osób – głównie przedstawicieli polskiej inteligencji i duchowieństwa z Nakła, Wyrzyska oraz okolicznych wiosek. W październiku i listopadzie 1939 Selbstschutz zamordował także około 200 mieszkańców Łobżenicy i okolicznych miejscowości – w tym około 60 duchownych katolickich. Miejscem szczególnie okrutnych mordów – połączonych z wymyślnymi torturami i gwałtami na kobietach – był zwłaszcza areszt w Łobżenicy oraz sanktuarium maryjne w pobliskiej Górce Klasztornej, które zamieniono w prowizoryczny obóz koncentracyjny. Terror jaki zaprowadzili w Łobżenicy miejscowi volksdeutsche przybrał tak brutalną formę, iż zmusił do oficjalnej reakcji niemieckie władze sądowo-policyjne. Ponadto w okolicach wsi Sadki w powiecie wyrzyskim członkowie Selbstschutzu zamordowali 86 Polaków – mieszkańców Sadek, Kraczek, Radzicza, Bnina, Anielin, Sadkowskiego Młyna i Dębionka. Egzekucje miały miejsce także w Polichnie pod Nakłem, gdzie miejscowi Niemcy zamordowali 27 swoich sąsiadów – mieszkańców Polichna i Rozwarzyna.

### Rejencja kwidzyńska

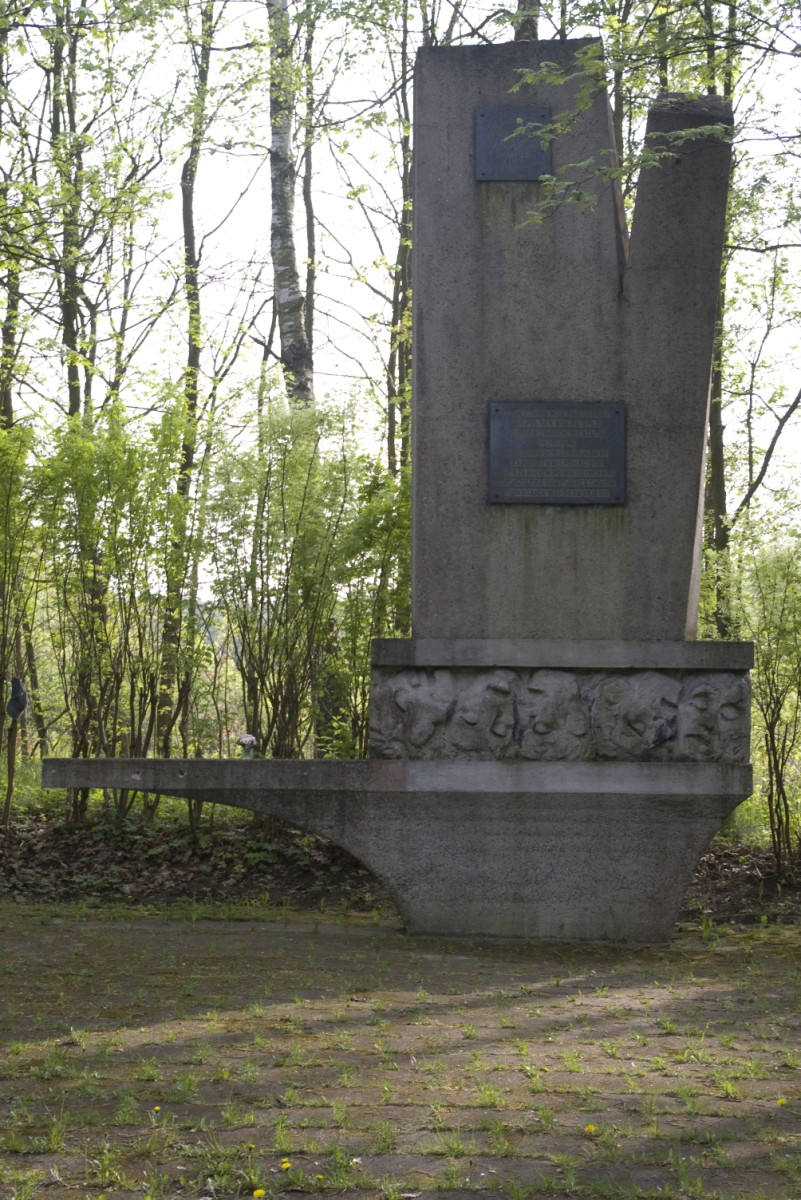
Pomnik ofiar egzekucji na Księżych Górach k. Grudziądza

W Grudziądzu osoby zatrzymane w ramach Intelligenzaktion umieszczano początkowo w budynku tamtejszego więzienia sądowego. Zakład ten w krótkim czasie uległ jednak przepełnieniu, w związku z czym w budynku tzw. Internatu Kresowego Selbstschutz urządził w październiku 1939 obóz przejściowy dla Polaków, przez który przeszło około 4000-5000 osób. Na terenie „Internatu” działał tzw. sąd doraźny Selbstschutzu, który decydował o losie osadzonych. Na podstawie jego „wyroków” część aresztantów deportowano do obozów koncentracyjnych, nieznaczną część wypuszczono na wolność, a około 300 osób zamordowano. Skazanych na śmierć wywożono najczęściej na tzw. Księże Góry pod Grudziądzem, gdzie jesienią 1939 rozstrzelanych zostało kilkaset osób. Egzekucje odbywały się również przy fortach Twierdzy Grudziądz oraz w grudziądzkim Parku Miejskim. We wrześniu 1939 zamordowano w Mniszku dużą część żydowskiej społeczności Grudziądza.
Egzekucje miały także miejsce w innych miejscowościach powiatu grudziądzkiego. W lasach pod Białochowem funkcjonariusze SS i członkowie Selbstschutzu, kierowani przez ziemianina Kurta von Falkenheyna, rozstrzelali ok. 200 mieszkańców Białochowa i sąsiednich wsi. W pobliżu Łasina zamordowano blisko 150 mieszkańców okolicznych miejscowości. Polaków aresztowanych w Radzyniu Chełmińskim oraz okolicznych wsiach osadzano natomiast w klasztorze Kapucynów w Rywałdzie. 200 uwięzionych tam przedstawicieli „polskiej warstwy przywódczej” zamordowano jesienią 1939 w lesie niedaleko Starej Rudy.
Liczne egzekucje miały miejsce na Ziemi Chełmińskiej i Ziemi Lubawskiej. Jesienią 1939 na terenie nieczynnej kopalni piasku w pobliżu wsi Łopatki pod Wąbrzeźnem Selbstschutz zamordował od 1000 do 2000 osób – w większości przedstawicieli polskiej inteligencji z terenów powiatu wąbrzeskiego, których przetrzymywano uprzednio w obozie dla internowanych na terenie fabryki Polskiego Przemysłu Gumowego w Wąbrzeźnie. W powiecie brodnickim Polaków aresztowanych w ramach akcji „Inteligencja” osadzano w areszcie policji bezpieczeństwa w Brodnicy. Po przesłuchaniach byli oni deportowani do obozów koncentracyjnych lub zabijani na miejscu. Głównym miejscem kaźni stał się las koło majątku Birkenek (gmina Zbiczno), gdzie jesienią 1939 członkowie Selbstschutzu oraz funkcjonariusze SS i policji zamordowali około 400 osób. Z kolei Polaków aresztowanych w Nowym Mieście Lubawskim i okolicznych miejscowościach rozstrzeliwano w lesie koło Nawry oraz w okolicach Bratiana (150 ofiar).
Duże natężenie przybrała także akcja eksterminacyjna na terenie Ziemi Dobrzyńskiej, gdzie działały bardzo silne struktury Selbstschutzu. Co najmniej kilkaset osób (w tym wielu nauczycieli) zamordowano na terenie dawnego komisariatu Policji Państwowej w Rypinie, który zamieniony został na areszt Selbstschutzu. Ze względu na wyjątkowe okrucieństwo z jakim Selbstschutzmani odnosili się do uwięzionych tam Polaków, miejsce to stało się znane jako „Dom Kaźni”. Setki przedstawicieli „polskiej warstwy przywódczej” oraz wielu Żydów zostało także zamordowanych w masowych egzekucjach w pobliskich lasach skrwileńskich i rusinowskich oraz na boisku sportowym i cmentarzu żydowskim w Rypinie. Jesienią 1939 mogło zginąć z rąk niemieckich okupantów nawet do 2000 mieszkańców powiatu rypińskiego. Z kolei w powiecie lipnowskim wkrótce po rozpoczęciu okupacji w podstępny sposób aresztowano blisko 150 nauczycieli, księży katolickich i właścicieli ziemskich, których następnie wywieziono w głąb Rzeszy i tam w większości wymordowano. Ponadto jesienią 1939 blisko 230 rolników i robotników z powiatu lipnowskiego zostało zamordowanych przez Selbstschutz i policję w lasach karnkowskich i radomickich pod Lipnem.

## Ostatnia faza akcji eksterminacyjnej
Na Pomorzu akcja „Inteligencja” osiągnęła swoje apogeum w październiku i listopadzie 1939, po czym jej natężenie zaczęło stopniowo maleć. 20 listopada 1939 Einsatzkommando 16 zostało oficjalnie rozwiązane, a jego funkcjonariusze zasilili stałe placówki policji bezpieczeństwa w Gdańsku, Bydgoszczy i Grudziądzu. Sześć dni później w wyniku zabiegów gauleitera Forstera rozwiązaniu uległ również Selbstschutz. Po likwidacji tej formacji liczba egzekucji wyraźnie zmalała.
Nie oznaczało to jednak, że represje wymierzone w „polską warstwę przywódczą” zostały zakończone. Niemieckie władze partyjne i policyjne na Pomorzu szybko zorientowały się bowiem, że masowe zbrodnie wstrząsnęły polską społecznością, lecz nie zdołały złamać jej ducha oporu. W efekcie między styczniem a kwietniem 1940 przez prowincję Gdańsk-Prusy Zachodnie przeszła kolejna fala masowych aresztowań. Tysiące Polaków zostało zatrzymanych, a następnie deportowanych do obozów koncentracyjnych (m.in. do Dachau, Mauthausen-Gusen, Sachsenhausen i Stutthofu), gdzie przeżył zaledwie znikomy procent. Część osób aresztowanych w pierwszych miesiącach 1940 roku zamordowano jeszcze na terenie Pomorza. W tym okresie Polaków rozstrzeliwano między innymi w: lasach Kurzabiela pod Strzelnem (ok. 200 ofiar), Słupskim Młynie w powiecie grudziądzkim (ok. 60 ofiar) oraz lesie koło Jastrzębia w powiecie świeckim (kilkadziesiąt ofiar). Na terenie obozu Stutthof w dwóch egzekucjach (11 stycznia i 22 marca 1940) rozstrzelano 68 osób – działaczy polonijnych z Wolnego Miasta Gdańska, których więziono w obozie od września 1939. Ponadto jeszcze w styczniu 1940 odbywały się egzekucje w Lesie Szpęgawskim oraz chojnickiej „Dolinie Śmierci”, a do końca kwietnia 1940 kontynuowana była akcja eksterminacyjna w Mniszku i Piaśnicy. Akcja „Inteligencja” zakończyła się więc na Pomorzu dopiero późną wiosną 1940.

## Proces zacierania śladów zbrodni
Z chwilą zbliżania się Armii Czerwonej do granic Rzeszy rozpoczął się proces zacierania śladów popełnionych zbrodni. W drugiej połowie 1944 roku na terenie Pomorza Gdańskiego działało Sonderkommando 1005, którego zadaniem było przede wszystkim likwidowanie masowych grobów. W tym okresie w miejscu blisko 30 masowych egzekucji z 1939 roku wydobyto zwłoki ofiar i dokonano ich spalenia. W Lasach Piaśnickich do wydobycia i spalenia zwłok jednostki SS i policji wykorzystały 36 więźniów KL Stutthof. Po zakończeniu prac więźniów również zamordowano, a ich ciała spalono.

## Ofiary

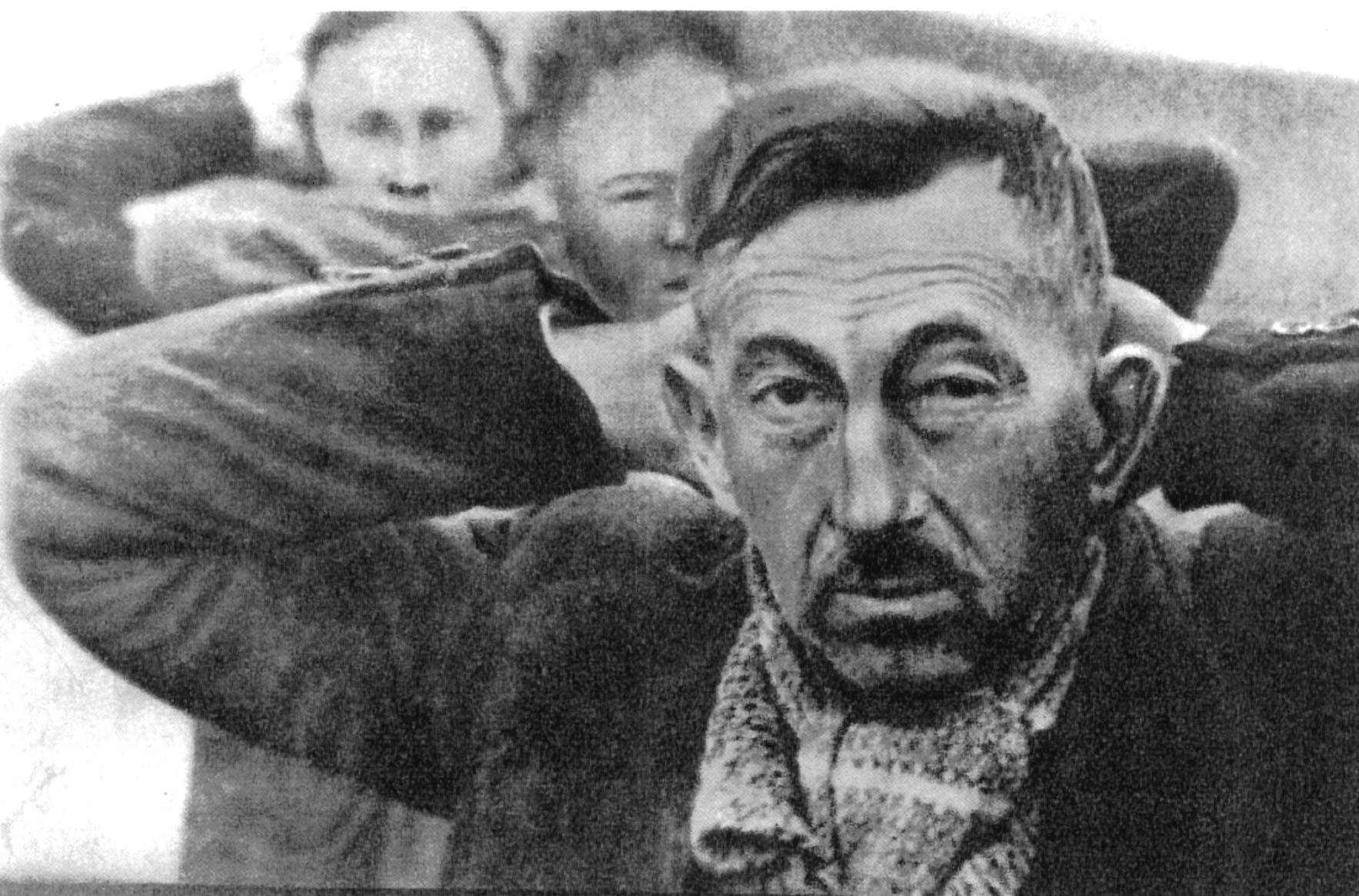
Grupa bydgoskich nauczycieli sfotografowana na chwilę przed egzekucją

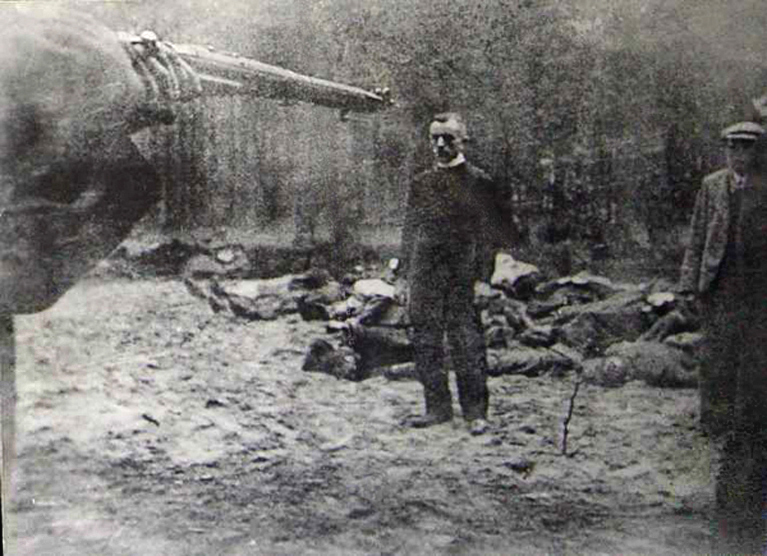
Egzekucja księdza Piotra Sosnowskiego, dziekana z Bysławia rozstrzelanego 27 października 1939 r. w Rudzkim Moście

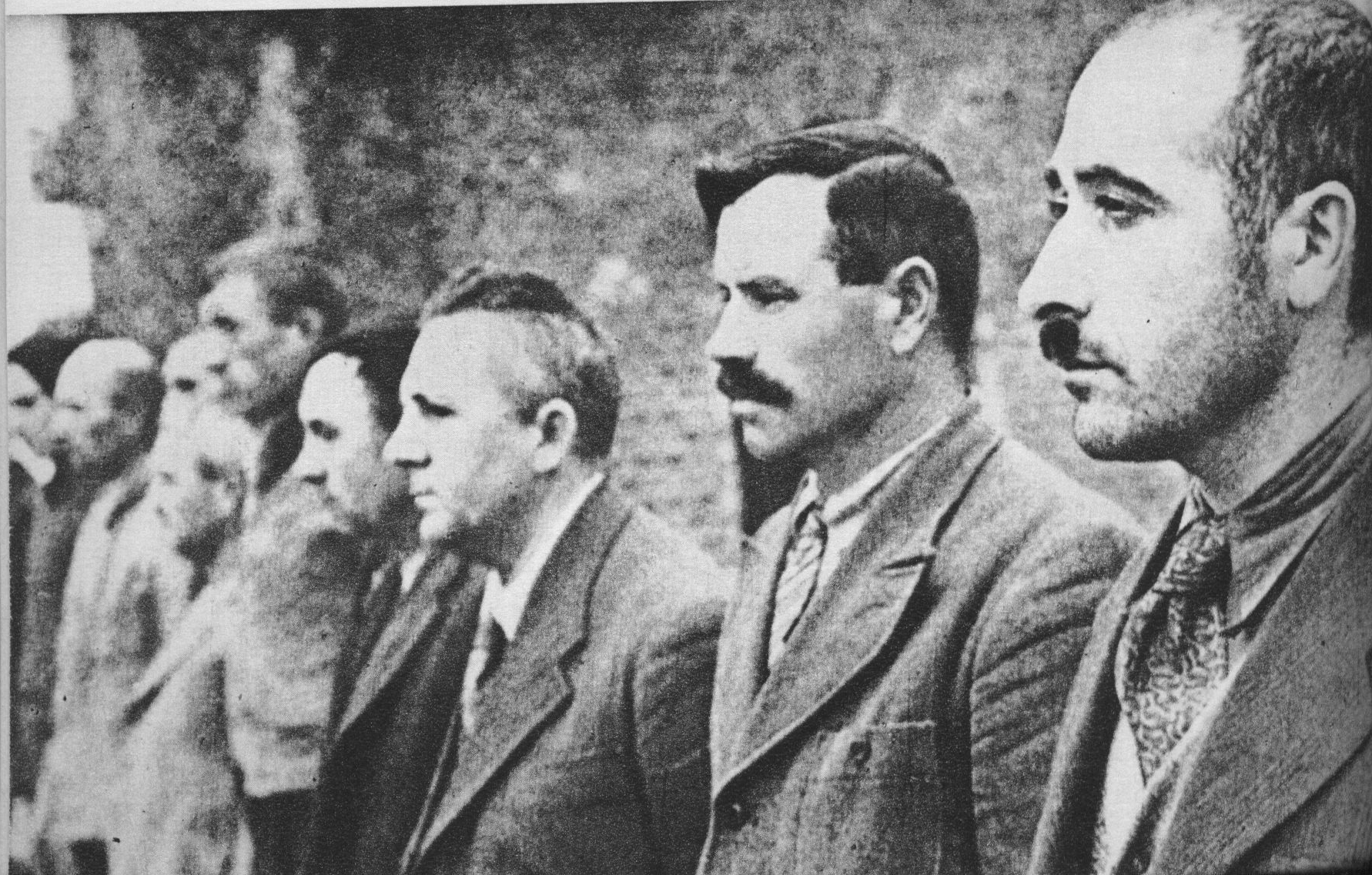
Apel więźniów obozu dla internowanych w Forcie VII w Toruniu

Większość ofiar II wojny światowej na Pomorzu nie zginęła w obozach koncentracyjnych czy w wyniku działań zbrojnych tylko została rozstrzelana w dołach śmierci. Precyzyjna liczba ofiar „zbrodni pomorskiej 1939 roku” pozostaje jednak trudna do ustalenia, a szacunki przedstawiane w tym zakresie w rozmaitych publikacjach historycznych bądź materiałach dochodzeniowo-śledczych, znacząco różnią się od siebie. Dla przykładu na podstawie ankiet przeprowadzonych przez sądy grodzkie w 1945 Główna Komisja Badania Zbrodni Niemieckich w Polsce oceniła, że ofiarą eksterminacji bezpośredniej padło aż 120 000 mieszkańców Pomorza. Kolejna ankieta, przeprowadzona przez GKBZH w 1969, pozwoliła jednak na identyfikację zaledwie 7269 osób zamordowanych na Pomorzu w ramach Intelligenzaktion. Podobne rozbieżności występowały przy próbie sporządzenia szacunków dla wybranych obszarów. Przykładowo w wydanej w 1945 broszurze pt. „Prawda o krwawej niedzieli w Bydgoszczy” dziennikarz Józef Kołodziejczyk ocenił liczbę bydgoskich ofiar II wojny światowej na 36 350 osób – a więc blisko jedną czwartą przedwojennej populacji miasta. Autorzy wydanej w 2004 „Historii Bydgoszczy” wyliczyli tymczasem, iż w latach 1939–1945 zginęło ok. 10 000 mieszkańców Bydgoszczy, reprezentujących wszystkie zamieszkujące miasto narodowości (7 proc. przedwojennej populacji). Zbyt wysoko oszacowano również straty ludności powiatów świeckiego i sępoleńskiego. Gdyby przyjąć bowiem, że prawidłowe były liczby podawane w ankietach sądów grodzkich z 1945, to zginąć musiałaby połowa Polaków zamieszkujących te powiaty − czemu przeczą chociażby wyniki spisu ludności przeprowadzonego w grudniu 1939.
Ustalenie dokładnej liczby ofiar nazistowskiego terroru na Pomorzu jest więc wyjątkowo trudne – nawet na tle podobnych badań prowadzonych w odniesieniu do pozostałych regionów okupowanej Polski. Złożyło się na taką sytuację kilka przyczyn:
- W związku ze zbliżaniem się frontu wschodniego Niemcy rozpoczęli w drugiej połowie 1944 akcję zacierania śladów zbrodni. W większości miejsc kaźni[d] zwłoki zamordowanych zostały wydobyte z masowych grobów i spalone, co nie pozwoliło na precyzyjne określenie liczby ofiar oraz ustalenie ich tożsamości[159];
- Niemcy przed opuszczeniem Pomorza wywieźli lub zniszczyli większość dokumentacji dotyczącej Intelligenzaktion. Tak stało się na przykład z archiwum Selbstschutzu, które spłonęło w zainscenizowanym wypadku samochodowym na trasie z Bydgoszczy do Gdańska – wkrótce po likwidacji organizacji[160];
- Rodziny wielu pomordowanych zostały wysiedlone do Generalnego Gubernatorstwa i nie powróciły już na Pomorze. Wielu spośród tych, którzy pozostali na Pomorzu nie przeżyło z kolei pięciu lat wojny i okupacji. W rezultacie, po zakończeniu wojny nie miał kto prowadzić poszukiwań zaginionych, identyfikować odnalezionych zwłok itp.[161] ;
- Wiele ekshumacji przeprowadzono w latach 1945–1948 niestarannie, bez sprowadzenia krewnych ofiar i rozpoznawania zwłok[162];
- Brak odpowiedniego klimatu dla badań historycznych w okresie PRL. Wynikało to przede wszystkim z faktu, iż ofiary Intelligenzaktion (m.in. duchowieństwo, inteligenci i urzędnicy powiązani z sanacją lub endecją) nie mieściły się w oficjalnym kanonie peerelowskiej polityki historycznej, który głosił, iż główny ciężar represji oraz walki z okupantem ponosiła klasa robotnicza oraz środowiska lewicowe[161] . Ponadto z przyczyn politycznych przez długi czas zniechęcano historyków do weryfikowania oficjalnie przyjętych, znacznie zawyżonych, liczb zamordowanych[157].

W rezultacie liczba ofiar Intelligenzaktion na Pomorzu może być podawana jedynie szacunkowo. Czesław Madajczyk oszacował minimalną liczbę zamordowanych na 20 tys. osób. Zdaniem Dariusza Matelskiego, Kazimierza Radziwończyka oraz części autorów niemieckich między wrześniem 1939 a kwietniem 1940 zamordowano na Pomorzu około 30 tys. osób. Dr Barbara Bojarska oraz dr Maria Wardzyńska oceniały liczbę ofiar na około 40 tys.. Również profesor Włodzimierz Jastrzębski szacował liczbę zamordowanych na około 36 tys. – 42 tys. Z kolei Dieter Schenk obliczył, iż w latach 1939–1945 w Okręgu Rzeszy Gdańsk-Prusy Zachodnie okupanci niemieccy zamordowali od 52 794 do 60 750 osób. Z wyjątkiem kilkuset, niemal wszystkie te osoby miały stracić życie w pierwszych miesiącach po wkroczeniu wojsk niemieckich. Liczbę 60 000 zamordowanych podaje również Witold Kulesza. Należy przy tym podkreślić, że obok członków „polskiej warstwy przywódczej” wśród ofiar operacji „politycznego oczyszczania terytorium” znalazło się także wiele innych osób uznanych przez nazistów za „niepożądane” – pacjenci pomorskich szpitali psychiatrycznych lub zakaźnych, Żydzi, Cyganie. Ponadto w Piaśnicy zamordowano co najmniej 10 000 osób przywiezionych z głębi Rzeszy. Na Pomorzu miała miejsce najbardziej krwawa spośród wszystkich regionalnych operacji eksterminacyjnych, przeprowadzonych przez Niemców w okupowanej Polsce w ramach Intelligenzaktion.
Do tej pory z imienia i nazwiska zidentyfikowano blisko 10 tys. ofiar. Listy z ustalonymi nazwiskami straconych stanowią materiał dowodowy śledztw prowadzonych w Oddziałowej Komisji Ścigania Zbrodni przeciwko Narodowi Polskiemu w Gdańsku.
W trakcie Intelligenzaktion na Pomorzu bardzo duże straty poniosło tamtejsze duchowieństwo katolickie. Jesienią 1939 zamordowanych zostało 218 księży diecezji chełmińskiej, 30 księży pochodzących z innych diecezji oraz co najmniej 50 zakonników. Wśród ofiar znaleźli się niemal wszyscy członkowie mieszczącej się w Pelplinie kapituły diecezji chełmińskiej oraz profesorowie tamtejszego Wyższego Seminarium Duchownego i słynnego Collegium Marianum.
Duże straty poniosło również polskie nauczycielstwo. Spośród 6244 nauczycieli zatrudnionych w 1938 w szkołach województwa pomorskiego zginęło w następstwie eksterminacji bezpośredniej 1079 osób. Zamordowano także m.in. wielu członków Polskiego Związku Zachodniego i innych organizacji krzewiących polskość oraz 1532 przedstawicieli polskiej młodzieży szkolnej.
Tysiące Polaków, którym udało się uniknąć egzekucji w ramach „akcji bezpośredniej”, zostało skierowanych do obozów koncentracyjnych, gdzie przeżył tylko znikomy procent. Ponadto, zgodnie z zarządzeniem Forstera z dnia 5 grudnia 1939, rodziny Polaków zamordowanych w ramach Intelligenzaktion były w pierwszym rzędzie wysiedlane do Generalnego Gubernatorstwa.

## Pamięć o zbrodni pomorskiej
Od  1946 roku z inicjatywy członków lokalnych struktur Polskiego Związku Zachodniego oraz Komisji Badania Zbrodni Niemieckich w Polsce zostały powołane specjalne komisje ekshumacyjne w celu ustalenia liczby ofiar pomordowanych w 1939 roku w poszczególnych masowych miejscach straceń. Sukcesywnie w lokalnej prasie ukazywały się artykuły o odkryciu masowych grobów, wówczas to rodziny przyjeżdżały do tych miejsc, aby rozpoznać swoich bliskich. Przy identyfikacji zwłok, prowadzonej z udziałem rodzin pomordowanych, udało się ustalić personalia niektórych osób. Szczątki niektórych z rozpoznanych ofiar były zabierane przez rodziny i grzebane na cmentarzach rodzinnych, inne zaś ponownie pochowano w zbiorowych mogiłach w miejscach straceń .
Pamięć o ofiarach zbrodni pomorskiej 1939 roku jest kultywowana jedynie w wymiarze lokalnym. W Wejherowie działa Stowarzyszenie „Rodzina Piaśnicka”, które dba o groby w Piaśnicy, włącza się w organizację uroczystości ku czci pomordowanych, które co roku odbywają się w Lasach Piaśnickich. Z inicjatywy Stowarzyszenia i ks. Daniela Nowaka część kościoła pw. Chrystusa Króla i Błogosławionej Alicji Kotowskiej w Wejherowie, nazwano właśnie kaplicą Piaśnicą. W Lasach Szpęgawskich natomiast w 2019 r. odsłonięto nowy pomnik upamiętniający pomordowanych, których 2 400 udało się ustalić z imienia i nazwiska. Z kolei w Toruniu w październiku 2018 r. w centrum miasta, będącego stolicą przedwojennego województwa pomorskiego, odsłonięto pomnik ofiar zbrodni pomorskiej 1939. Na pomniku symbolizującym opuszczony dom do którego domownicy już nie wrócą wyryto ok. 400 nazw miejscowości, w których mordowano pomorskich obywateli II Rzeczypospolitej.

## Odpowiedzialność sprawców

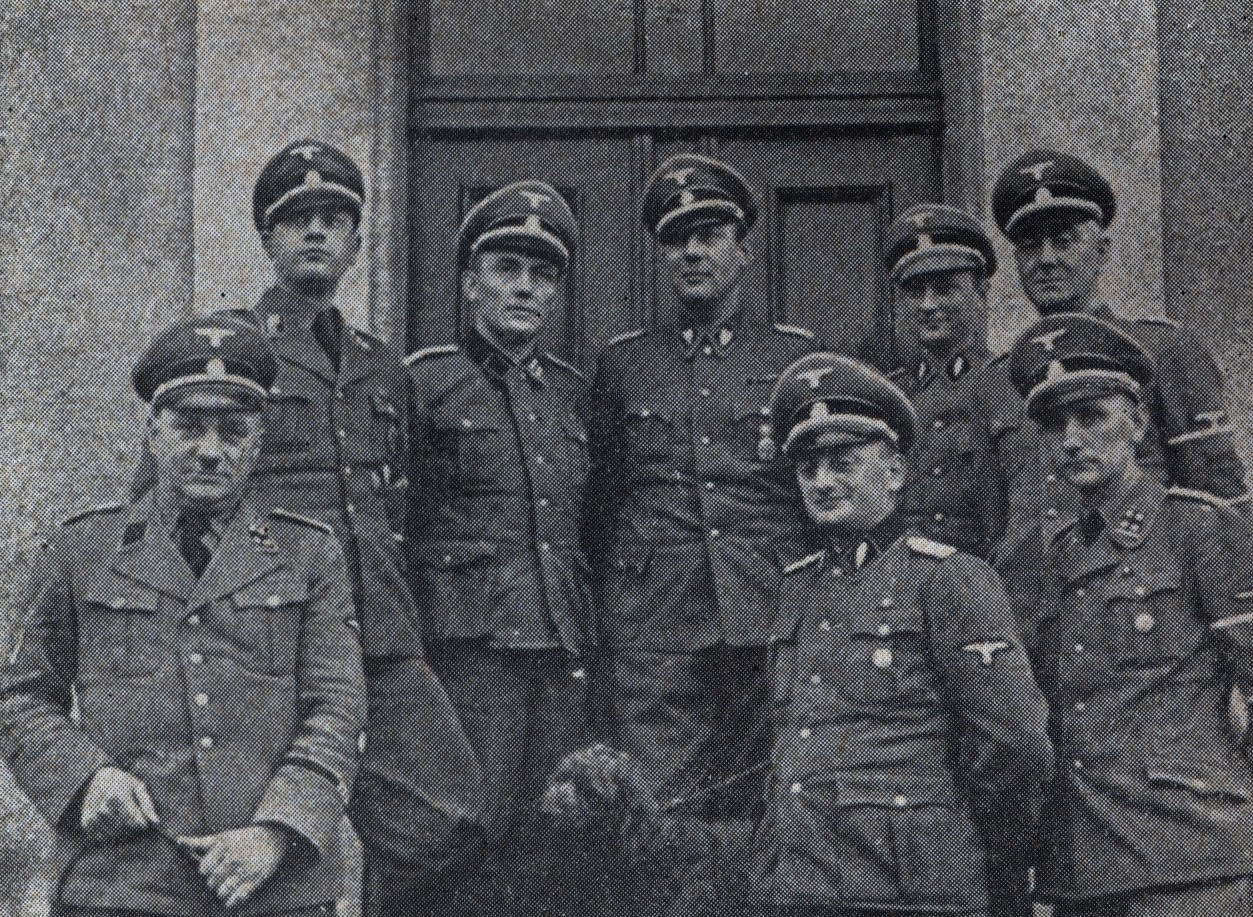
Grupowe zdjęcie dowódców Selbstschutz Westpreussen

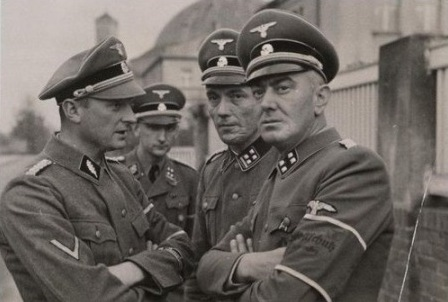
Dowódcy inspektoratów Selbstschutzu

Większość sprawców zbrodni pomorskiej 1939 r. nie została odnaleziona po wojnie i nie została osądzona. Śledztwa prowadzone od końca lat 40. przez Okręgową Komisję Badania Zbrodni Hitlerowskich w Gdańsku były sukcesywnie zawieszane w latach 70., z powodu niemożności przesłuchania świadków i osób podejrzanych zamieszkujących na Zachodzie. Od 2000 roku z chwilą powołania Instytutu Pamięci Narodowej, w Oddziałowej Komisji Ścigania Zbrodni Przeciwko Narodowi Polskiemu w Gdańsku i Delegaturze w Bydgoszczy śledztwa w sprawie zbrodni dokonanych w 1939 r. na Pomorzu są sukcesywnie podejmowane i prawomocnie kończone.
Po zakończeniu wojny przeprowadzono kilka procesów karnych w których na ławie oskarżonych zasiedli sprawcy kierowniczy zbrodni popełnionych na Pomorzu. Albert Forster, gauleiter NSDAP i namiestnik Rzeszy w Okręgu Gdańsk-Prusy Zachodnie, został w 1948 skazany przez Trybunał Narodowy w Gdańsku na karę śmierci za zbrodnie popełnione na Pomorzu w latach 1939–1945. Wyrok wykonano 28 lutego 1952 w więzieniu mokotowskim w Warszawie. SS-Gruppenführer Richard Hildebrandt, w latach 1939–1943 Wyższy Dowódca SS i Policji w Okręgu Gdańsk Prusy-Zachodnie, stanął przed amerykańskim sądem wojskowym w Norymberdze, w procesie określanym jako Fall VIII. Amerykański sąd w jego sprawie nie przeprowadził jednak oceny dowodów i Hildebrandt został uznany za niewinnego. Na karę śmierci został dopiero skazany przez sąd polski w Bydgoszczy. Wyrok wykonano 10 marca 1951. W tym samym procesie, na karę śmierci skazany został SS-Brigadeführer Max Henze, który od 12 października 1939 pełnił funkcję prezydenta policji w Bydgoszczy. Powieszono go w tym samym dniu co Hildebrandta. Otto Andres, zastępca gauleitera w latach 1939–1940, został skazany przez polski sąd na 15 lat więzienia. Na mocy amnestii wyszedł na wolność w 1956 i powrócił do Niemiec Zachodnich, gdzie mimo wielu prowadzonych przeciwko niemu dochodzeń nigdy nie stanął przed sądem. Przed polskim wymiarem sprawiedliwości stanęli także niektórzy niżsi rangą sprawcy zbrodni, m.in.: Friedrich Freimann – okupacyjny burmistrz Pucka (kara śmierci), Artur Marter – okupacyjny burmistrz Starogardu (zmarł w więzieniu), Harry Schulz – komendant obozu Selbstschutzu w Górce Klasztornej (kara śmierci), Wilhelm Heinz Borman – szef placówki Selbstschutzu w Kowalewie Pomorskim (kara śmierci) oraz pewna ilość szeregowych członków Selbstschutzu. W 1957 w Niemczech Zachodnich aresztowano Günthera Modrowa – okupacyjnego starostę i dowódcę Selbstschutzu w powiecie kościerskim (odebrał sobie życie w areszcie śledczym jeszcze przed rozpoczęciem procesu). W 1965 wschodnioniemiecki sąd skazał na karę dożywotniego pozbawienia wolności Wilhelma Papke – przywódcę Selbstschutzu w Klamrach. W tym samym roku w zachodnioniemieckim Mannheim sądzeni byli również SS-Standartenführer Heinrich Mocek (szef Inspektoratu Selbstschutzu w Chojnicach) oraz SS-Standartenführer Wilhelm Richardt (szef struktur Selbstschutzu w powiatach tucholskim i sępoleńskim). Obaj zostali skazani na karę dożywotniego pozbawienia wolności.
Część pomorskich wykonawców Intelligenzaktion zginęła w trakcie wojny lub zmarła zaraz po jej zakończeniu. W gronie tym znaleźli się m.in.: dowódca Einsatzkommando 16, dr Rudolf Tröger (poległ w kampanii francuskiej w czerwcu 1940), Friedrich Class – szef gdyńskiej ekspozytury EK 16 i jeden z głównych wykonawców zbrodni w Piaśnicy (zmarł śmiercią naturalną w grudniu 1945), Heinz Gräfe – dowódca Einsatzkommando 1/V (zginął w wypadku drogowym w styczniu 1944) oraz Herbert Ringel – komendant obozu Selbstschutzu w Karolewie (za awanturnictwo i niesubordynację zastrzelony przez żandarmerię niemiecką na początku 1940).
Przywódca pomorskiego Selbstschutzu, Ludolf von Alvensleben, został w maju 1945 roku zatrzymany w brytyjskiej strefie okupacyjnej i osadzony w byłym obozie Neuengamme, z którego uciekł 11 września 1946 roku przedostając się z pomocą kościoła ewangelickiego do Ameryki Południowej. Zmarł śmiercią naturalną 1 kwietnia 1970 roku w Santa Rosa de Toay w Argentynie i nigdy nie został pociągnięty do odpowiedzialności karnej, chociaż został zaocznie skazany na karę śmierci przez Sąd Okręgowy w Toruniu .
Ponadto, jak twierdzi Dieter Schenk, zachodnioniemiecki wymiar sprawiedliwości świadomie i z własnej woli przyzwolił na uniknięcie kary przez wielu zbrodniarzy. Wskazuje na to statystyka. W akcjach eksterminacyjnych prowadzonych na Pomorzu na przełomie 1939/1940 brało udział około 20 000 niemieckich sprawców, z których 1701 zostało zidentyfikowanych z nazwiska w 258 śledztwach, prowadzonych po wojnie w Niemczech Zachodnich. Z tej liczby 233 śledztwa zostały umorzone. Tylko w dwunastu wypadkach doszło do procesów, w których skazano zaledwie 10 sprawców (w tym 5 członków Selbstschutzu).
Organizator operacji „Tannenberg”, dr Werner Best został w 1948 skazany przez duński sąd na karę śmierci, lecz ułaskawiono go w 1951. Postępowanie prowadzone przeciwko niemu w RFN zawieszono w 1972 ze względu na rzekomy brak zdolności procesowej podejrzanego, a w 1982 – ostatecznie umorzono. „Z powodu braku dowodów winy” umorzono postępowanie przeciwko dowódcom Einsatzgruppe IV – Lotharowi Beutelowi i Helmutowi Bischoffowi. Komisarz kryminalny Leyer, szef toruńskiej ekspozytury EK 16, wystąpił zaledwie w charakterze świadka w prokuratorskim postępowaniu dochodzeniowym. Dr Rudolf Oebsger-Röder z bydgoskiego SD pełnił po wojnie funkcję szefa rezydentury zachodnioniemieckiego wywiadu w Dżakarcie oraz pracował jako rzecznik domu i dworu indonezyjskiego dyktatora Suharto. Postępowanie przeciwko dowódcom bydgoskiego Selbstschutzu – Erichowi Spaarmannowi (szefowi inspektoratu) i Josefowi Meierowi (dowódcy struktur powiatowych, zwanemu „krwawym Meierem”) – umorzono w maju 1963. W 1965 prokuratura w Monachium wnioskowała z kolei o zaprzestanie ścigania byłego kierownika powiatowej organizacji NSDAP i nadburmistrza Bydgoszczy, Wernera Kampego, dzięki czemu mógł on nadal prowadzić działalność gospodarczą jako przedstawiciel towarzystwa ubezpieczeniowego. Mimo prowadzonych postępowań dochodzeniowych przed sądem nie stanęli nigdy komendanci obozów dla internowanych w Nowym Porcie i Granicznej Wsi – Franz Christoffel i Richard Reddig. Dr Hans Krüger, kierownik Sądu Powiatowego (niem. Landgericht) w Chojnicach (zatwierdzający m.in. listy Polaków przeznaczonych do likwidacji w „Dolinie Śmierci” na Polach Igielskich) organizował po wojnie w Niemczech Związek Wypędzonych, pełniąc funkcję jego pierwszego przewodniczącego (1959-1964). Od 1957 do 1965 był też posłem Bundestagu, a w latach 1963–1964 – ministrem federalnym ds. wypędzonych .
W 1959 sąd przysięgłych w Gießen uniewinnił sześciu członków Selbstschutzu z placówki Skarszewy/Nowy Wiec. W uzasadnieniu stwierdzono, że oskarżeni działali pod przymusem przełożonych oraz nie byli w stanie samodzielnie ocenić, czy rozkaz zabijania Polaków był sprzeczny z prawem. W 1966 przed sądem w Monachium stanęli Jakob Lölgen i jego zastępca, Horst Eichler. Akt oskarżenia zarzucał im spowodowanie w akcjach eksterminacyjnych w Bydgoszczy śmierci w sposób podstępny i z niskich pobudek 349 osób, w tym 74 nauczycieli, 3 lekarzy i prezydenta miasta Leona Barciszewskiego. Obaj oskarżeni zostali uniewinnieni przez sąd przysięgłych, który stwierdził, że działali pod przymusem przełożonych. Z kolei w 1968 w Hanowerze toczył się proces Kurta Eimanna (dowódcy Wachsturmbann „Eimann”), oskarżonego o udział w eksterminacji osób psychicznie chorych. Eimann przyznał się do zamordowania w Piaśnicy 1200 pacjentów niemieckich szpitali psychiatrycznych. Został uznany winnym i skazany na cztery lata więzienia, z których odsiedział zaledwie dwa. SS-Oberführer Georg Ebrecht – zastępca Wyższego Dowódcy SS i Policji w Okręgu Gdańsk Prusy-Zachodnie – został w tym samym procesie skazany na 3 lata więzienia, lecz zaliczono mu w poczet kary internowanie po 1945 i uznano karę za odbytą. Rok później w Berlinie Zachodnim sądzono Karla Friedricha Straussa – komendanta obozu dla internowanych w toruńskim Forcie VII, kierującego zbiorowymi egzekucjami w lesie Barbarka. Trwający od 4 do 27 czerwca 1969 proces zakończył się uniewinnieniem oskarżonego, co sąd uzasadnił twierdzeniem, iż Strauss jedynie wykonywał rozkazy przełożonych.